# Луј XVI
Луј XVI (фр. Louis XVI; 1754 — 1793), унук Луја XV, краљ Француске 1774 — 1792. Наследио је земљу у расулу. Покушао безуспешно да спроведе низ реформи. У току велике буржоаске револуције 1789, изгубио престо и погубљен на гиљотини.
У мају 1770. оженио се аустријском надвојвоткињом Маријом Антоанетом (Маријом Антонијом), ћерком царице Марије Терезије.
На престо је ступио 10. маја 1774. као 20-годишњи наследник.
Прва одлука новог краља била је враћање права парламенту којега је његов претходник пред сам крај владавине забранио због страха од могућих побуна. Та одлука донела је новом краљу тренутну популарност коју ће касније скупо платити.
Доба његовог крунисања је с друге стране доба великих наслеђених дугова претходника и свеопште европске мржње против Енглеске која мења савезништва тако лако како неки мењају панталоне. Избијање америчке побуне (1775—1783) против омражене велесиле постаје разлог поводљивом краљу да уђе у непотребни скупи рат из којега за њега ништа добро неће изаћи. Другим Париским мировним споразумом из 1783. Америчке колоније добијају независност, а Француска ништа осим дугова.
Катастрофално финансијско стање крајем осамдесетих година осамнаестог века уверило је краља у нужност монетарне реформе за шта му је било потребно заседање националне скупштине прво након 1614. године.
Први дан заседања скупштине био је 5. маја 1789. године да би већ следећег дана дошло до блокаде и свађе међу заступницима различитих слојева друштва. Схвативши своју грешку Луј XVI. се одлучује најпре на покушаје распуштања заседања, а након неуспеха 20. јуна. скупштину избацује на улицу да би, уплашен, ту своју одлуку опозвао 7 дана касније.
Та првобитна скупштина постаје најпре уставна 7. јула, а после освајања Бастиље 14. јула 1789. године она представља стварну власт у држави, иако је она формално још у рукама краља. Правно говорећи од лета 1789. године Луј XVI је био уставни краљ.
Његова одлука у јуну 1791. да побегне из земље чији је краљ успева срушити народну слику о њему као о добром али неспособном краљу. Након тога он постаје издајник чији живот стално виси о концу. Почетак рата с Аустријом у априлу 1792. године дефинитивно уништава слику краља због његове омражене аустријске супруге Марије Антоанете.
Крај животне приче Луја XVI. почиње парламентарним проглашењем републике 21. септембра 1792. године. Правно гледајући то проглашење је било важеће захваљујући преседану који је поставио Луја XV. за краља 1715. године.
Када су током новембра те године на видело изашли покушаји свргнутог краља за свој повратак на власт уз помоћ страних сила његова судбина је постала запечаћена. На гласању парламента 19. јануара 1793. Луј XVI је био проглашен кривим за издају и осуђен на гиљотину два дана касније.
Његова судбина задесиће и његову жену Марију Антоанету која је погубљена у октобру исте године, док им је једини живи син Луј Шарл од Француске или Луј XVII умро у заробљеништву 1795. године. Ипак његова кћер Марија-Тереза постаће накратко краљица Француске када њен супруг Луј XIX. постане краљ од двадесет минута, који је одмах абдицирао и био присиљен емигрирати у Енглеску.
Рестаурацијом монархије после пада Наполеона Бонапарте на власт ће доћи брат Луја XVI. Луј XVIII.

## Биографија

### Уређење државе на почетку његове владавине
На почетку његове владавине влада и друштво још бејаху уређени према старим навикама, које су се мало по мало стварале још од Средњега Века. Кад Французи у XVII столећу стадоше размишљати о политичким питањима, онда им се већина установа, усред којих живљаху, приказаше као злоупотребе, које се не слажу са здравим разумом и човекољубљем. Те установе, које је Револуција уништила, познате су под општим именом старо уређење, или стари режим.
На тај се режим управљала трострука критика: замерало се монархији, што има неограничену власт, без ичега што би је умеравало и без икаква надзора; друштву се замерало, што је засновано на повластицама, а влади, пак што се држи старих навика изукрштаних и без правилности.

### Тиргове реформе
У двадесетој години ступи на престо Луј XVI, он је по природи био добар и желео је сву снагу своју посветити отаџбини; али није имао ни одлучности, ни радљивости, ни спреме, а при том беше под утицајем своје околине: жене Марије Антоанете, кћери Марије Терезије, браће — барона од Проваиса и грофа од Артоа и дворских племића, који га својим поступцима све више омаловажаваху у народу.
Луј XVI, који је врло млад дошао на престо, хтео је да буде добротвор свога народа. Њему су препоручили два човека, позната са својега поштења и љубави према општем добру, судију Малезерба и економиста, физиократа, угледан књижевника, искусног управљача, родољуба, тачног испуњавача дужности и великог реформатора Тирго-а, и Луј их узе за министре. Врховна управа остаде у рукама старога куртизана Морепа; али краљ изјави намеру, да хоће да изводи поправке, и потражи савета у Тирго-а, који изложи своје предлоге у једном писму, упућеном краљу (24. августа 1774).
Тирго тада бејаше главни контролор, тј. надзорник финансија, коме је стављено у дужност да управља приходима и расходима. Он је овако изложио свој план : „Pas de banquerote, pas d' emprunt, pas d' élévation d' impôts”. (Нема обустављања плаћања, нема задуживања, нема повећавања пореза”). Он је рачунао да, уштеђујући сваке године по дваестину милиона, отклони дефицит и да мало по мало одужи државни дуг. И доиста успе да за две године исплати више од 40 милиона и да дефицит смањи од 22 на 15 милиона.
Он је хтео извршити општу реформу економскога уређења:
1., укинути уредбе, које спречавају слободну продају и куповину жита и оставити житарским трговцима потпуну слободу;
2., укинути повлашћена занатлијска удружења (еснафе) и свима становницима допустити да се слободно баве сваком врстом радиности;
3., укинути повластице, што се тиче пореза, и подједнако распоредити порез на све власнике имања. „Пошто се владини издаци, вели он, чине зарад опште користи, то треба сви и да их сносе; и у колико ко од друштва више користи ужива, у толико више треба да сматра за почаст да има удела и у друштвеним обавезама”;
4. У општинама и провинцијама установити скупштине, састављене од власника имања, да у управи помажу краљевим чиновницима. „Ваш народ, вели он краљу, нема никаква уређења; то је једно друштво, састављено од различитих сталежа, рђаво сједињених међу собом, — од народа чији чланови имају између себе врло мало друштвених веза, — и где је, према томе, сваки забављен само својом личном и искључивом коришћу, тако да Ваше Величанство мора све решавати само собом или преко својих пуномоћника... Да би се учинило да нестане тога духа подвојености, требало би урадити нешто, што би све делове краљевине привезало једне за друге.”
Тирго је био у врло тешком положају. Његови се предлози не допадаху људима из двора и краљици, који не допуштаху да се штеди на дворским издатцима; — не допадаху се племићима и парламентима, који не хоћаху подједнако оптерећивање порезом; — не допадаху се ни занатским мајсторима, који не хоћаху слободу производње. Он уза се имађаше само неколико писаца без великога утицаја.
Он није могао ни мислити да ће моћи израдити, да му краљ прими све реформе у једанпут; стога му их је подносио једну по једну. У почетку их је Луј XVI одобравао: „Ја вам унапред дајем своју часну реч, да ћу се сложити са свима вашим намерама и да ћу вам увек помагати у свима одважним предузећима, на која се будете решили.” Тако је Тирго могао извршити неке реформе:
1., заведе слободно трговање житом (1774), па ту слободу не закрати више, ма да се због тога бејаше појавила буна;
2., укиде мајсторска права и еснафске поротнике, то јест уређење повлашћених занатлијских удружења, и заведе потпуну слободу рада (1776);
3., постави начело да су пред порезом сви људи једнаки. То је изведено на једном питању од мањега значаја. Он је и сам говорио „да би била права будалаштина захтевати да племство и свештенство плаћа простачки данак, таљ, пошто су предрасуде за овај данак привезале појам понижења.”—Стога је изабрао један врло мали данак, краљевски кулук (који се зове journées de prestation), који је падао само на људе из простога народа, a од којега су сви повлашћени били ослобођени; Тирго га укиде и замени порезом у новцу, који су морали плаћати сви власници имања (1776).
Његов је рад био по начелима просвећенога апсолутизма, и стога се противио умножавању краљевске власти, па и повраћању парламента, говорећи уз то: како би Француску срећном учинио, да му се за пет година да деспотска власт. Будући неколико година интендант, знао је добро све недостатке државне управе и био је мимо остале раднике просвећенога апсолутизма противник централизацији, а као филозоф осамнаестога века и противник свих сталешких повластица. Стога је он радио на завођењу сеоске, градске и обласне самоуправе, на оптерећивању данком племства и духовништва и на укидању свих феудалних права и цехова, монопола и унутрашњих царина. Он је чак помишљао и о повраћању равноправности протестантима и о побољшању народнога просвећивања. Ну министар — реформатор узбуди против себе све присталице старога поретка: и дворане (нарочито због штедње), и племство, и духовништво, и парламенте. Присталице старога поретка различним сплеткама побуне против њега и сам народ, те дође и до оружја.
Најпосле поднесе Тирго Лују XVI и један предлог за преуређење администрације, којим би се установиле обласне скупштине. Али Лују, који је увиђао потребу реформа, бејаше досадила опозиција и није имао снаге да је уништи, коју бејаху подигле те реформе; парламенат бејаше одбио протоколисање (упис у државне књиге) краљевих указа од 1776. године; двор, краљица и цео свет се тужио на Тиргоа; говорило се да је то један теоретичар и да ће начинити дармар у краљевини. Он га отпусти, a Тиргови последници по ново вратише у живот оно што је он био укинуо.

### Некер
После Тиргове оставке влада се Луја XVI потчини утицају повлашћених чинилаца; али се ипак потреба рефорама осећала, те су неки Тиргови последници чинили нове покушаје на преуређењу. Ну ови се његови последници нису одликовали ни умом, ни одлучношћу, ни искреношћу. Највиђенији међу њима бејаше Некер, пређашњи банкар женевски и према економском правцу противник Тиргов-меркантилист. Он је био добар финансист, али није имао широких погледа и чврстине Тиргове, а при том је волео омиљеност у народу.
Тиргов предлог о обласним скупштинама поново прихвати Некер, но врло плашљиво (1778—79). У Берији и Горњој Гијени (Аквитанији) установи се скупштина, састављена од изасланика племићскога и свештеничкога реда и власника пољских добара, a један део посланика одређивала је сама влада; скупштина је имала само да разрезује и скупља порез и да се стара о путовима, трговини и земљорадњи; a била је дужна и да помаже интенданту у управи. „Предузете су све потребне мере обазривости, вели Некер, да ове управне власти стално осећају, да им је потребно да се покажу достојне поверења Његова Величанства, и да оне само по ту цену имају важности... То су прости администратори, почаствовани краљевим поверењем, комесари, овлашћени од господара, да заједнички потпомажу његове добротворне намере.”
Некер за четири године својега првога министровања (1777—81) покуша да изведе нешто у духу Тиргову, али без стварнога успеха; а био је удаљен због објављивања државнога буџета, у који уносе и огромне расходе дворске. У то је време погоршано финансијско стање у Француској и њеним мешањем у рат за Американску слободу, а с друге стране учествовање у оснивању нове републике ојачало тежњу Французима грађанској слободи. За последника се Некерових опет мислило о финансијским и управним поправкама, а да би се зато имало и ослонца у народу, два пута су сазивани на саветовање виђенији људи из сва три сталежа (нотабли), које је сам краљ бирао. Ну и ови су људи оштро нападали неумешност владина рада. Влада потом дође поново у сукоб и с парламентима, који су били противни новинама, али их по укидању, мораде наново установити.
Тек 1786. године влада се реши да обласне скупштине установи по свима областима (осем оних које су већ имале сталешке скупштине, les Etats). Али је било и сувише доцкан; незадовољство је било сувише велико. Ове скупштине дођоше у сукоб са интендантима и припомогоше, да се управа растроји.
Малезерб хтеде да изведе поправке у полицији и правосуђу. Он успе да нешто мало побољша затворе и да се укине мучење као средство за испитивање у кривичним споровима. Али немогаде укинути тајна писма (lettres de cachet). Он је добио против себе оне исте противнике, које и Тирго, и би одмах отпуштен.
Рад на поправкама, који је започет у првим годинама владе Луја XVI, би ометен отпором повлашћених сталежа. Дотадањи се систем још боље утврди. Године 1781. министарство војно реши да само племићи могу постати официри. Свештенички положаји с приходима, владичанства, опатије и настојничка места по манастирима, давати су само племићима. По селима сењери (племићи) наредише, да им људи од закона пронађу све дажбине које им сељаци бејаху престали плаћати, те да их по ново заведу. За то време дефицит се једнако повећавао.
Ускоро се тада (1787) јави мисао о потреби сазивања државних сталежа, који се нису одавно састајали (од 1614). Прву мисао о том изнесе јунак у Американском рату Лафајет, који је био у првом сазиву оних виђенијих људи, а та је мисао потом прихваћена и од осталих. Некер се тада прими по други пут министарства само под погодбом: да се сазову државни сталежи, на што приста и Луј XVI.
Овакав начин владавине доведе до револуције.

### Монархија и неограничена власт
Краљеви су мало по мало тако уредили управу, да се сва власт усредсређивала у њиховим рукама. Француски је краљ у својој личности уједињавао све врсте власти: он је сâм имао извршну власт, право да поставља све чиновнике, па чак и чланове свештеничкога реда, да решава о рату и миру и о савезима, да скупља редовну народну војску и да рукује целокупном управом.
Он је имао и законодавну власт. Један краљев указ био је довољан, па да измени основна начела владавине и суђења, јер је указ имао силу закона. У Француској није било других закона осем старих обичаја и краљевских наредаба.
Он је у начелу имао и судску власт. Правда је изрицана у његово име; сматрало се да су судије у његовој служби; он је имао права да им одузме службу, Како је судијско звање добивано куповањем (у XVI и XVII столећу), то га је краљ могао одузети, тек пошто плати купцу издату суму; но краљ, будући вазда без новаца, никад није употребљавао то право; на тај начин су судије у ствари биле непокретне, али не и по праву. или да им одузме какав спор, па да га да на суђење нарочитим комисијама.
Он је имао финансијску власт. Он је сам одређивао издатке и порезе, који су се имали плаћати, и прикупљао их је на начине, како је сам хтео.
За вршење ових власти, краљу су били потребни чиновници, У средини су били министри, који су сачињавали краљев савет (они бејаху очували старе називе: за правду канцелар — chancelier, — за финансије главни надзорник — contrôleur général d' Etat и за остале послове државни секретари — secrétaires). — Свака је област имала свога интенданта (управника) и њему потчињене чиновнике (subdélégués). Али сви ови чиновници сами по себи нису имали никаквих права; краљ их је постављао избацивао по својој вољи.
Краљ и његови чиновници имађаху неограничену власт. Говорило се да ова власт не треба да буде произвољна и да краљ треба да влада по извесним, већ утврђеним обичајима, који су називани основним законима краљевине (lois fondamentales). Али ти основни закони (обичајни) нису били написани, и нико није могао тачно казати у чему се они састоје.
Парламенат је 1787. године изјавио, да не би требало да краљ удара какав нов порез, док за то не упита сталешку скупштину. (То је била сасвим нова теорија; Луј XIV и Луј XV увели су више врста пореза, a међутим сталешка се скупштина није састајала од пре 165 година). У седницу од 19. новембра дође канцелар с краљем, да у име краљево објасни „начела монархије”: „Ta начела, која је народ уопште усвојио, казују да сам краљ има највишу власт у својој краљевини, да је он само Богу одговоран за примењивање те највише власти, и најпосле, да законодавна власт почива y лицу владаочеву, без икакве зависности и деобе... Из тих старих народних начела излази: да краљу није потребна никаква ванредна власт ради управљања својом краљевином, да би француски краљ у представницима трију сталежа државних могао наћи само један шири савет... и да би он увек био највиши судија за њихове представке или за њихове жалбе.” Парламенат учини учтиве примедбе. Краљ му заповеди да региструје (упише у нарочиту књигу) указ о зајму. Војвода од Орлеана захте, да се у регистру запише: да је указ регистрован „по изричној наредби Његовога Величанства,” и изјави, да је тај поступак незаконит. Луј XVI рече полугласно : „Мени је свеједно.” По том додаде: „Па ипак је законит, стога што ја то хоћу.”
Осем краљеве воље није било, дакле, другога правила за управљање. A пошто он није могао сам лично вршити сву своју власт, то су у ствари министри и управници владали краљевином, и то владали деспотски, јер нису били подвргнути ни под какав сталан закон, нити су с ким власт делили.
Од негдашњих старих власти још су се била задржала два одломка: парламенти и, у неким областима, обласне скупштине. Али парламенти нису имали друге власти, до само да расправљају спорове између приватних лица (спорове, у које је влада била умешана, расправљали су нарочити судови или државни савет); они дакле нису могли служити као нека кочница владином злоупотребљавању власти. Обласне скупштине биле су се одржале још само у неким областима (Бретањи, Бургундији, Провансу, Лангедоку и малим покрајинама под Пиринејима), па и њихово је трајање било сведено само на по неколико дана, a за то време нису имале друге улоге, до само да одобре порез на земљиште и да га распореде по области.
Краљеви чиновници, дакле, решаваху као господари о свему уопште. Општине нису могле ништа урадити, па чак нису могле ни мост или цркву поправити, док то влада не одобри. Изнад општине у већини области није било никаквога надлештва, па чак ни каквога саветодавнога тела; становници нису имали никаква средства, помоћу којега би влади представили своје захтеве или жалбе.
На тај су начин чиновници имали сву власт, не само без икакве поделе с ким, него и без икаква надзора. Нико није имао права да надзирава њихов рад, a нико чак није имао могућности ни да сазна сва њихова дела. Никаква скупштина није позивана, да прегледа администрацију које области или врховну управу у краљевини (ничега што би личило на садашње окружне одборе — conseils généraux, или народну скупштину — chambre des députés). Никакве новине нису имале права претресати чиновничка решења, и цензура је то забрањивала; понајчешће се није могло за њих ни знати, пошто су тајно доношена. Министри и њихови чиновници управљали су тајно, а народ чак није ни извештаван о оном што они раде. „Француском се влада са дна канцеларија”, рекао је Некер. Нису се знале чак ни суме државних расхода и прихода; и то је била велика одважност од Некерове стране, што је приредио извештај (compte rendu) о издатцима, који у осталом није био тачан. Тако дакле није било никакве независне силе, никакве јавности, да спречава или бар износи злоупотребе власти; ничега, па ни саме бојазни од јавнога мнења, да смета свемоћним и неодговорним чиновницима, да своју власт не употребљавају на задовољавање својих прохтева, да не штите своје пријатеље и да не гоне своје личне непријатеље.
Краљ је поступао с државним приходима као са својим личним дохотком: кад је узимао новац из благајна он је тим трошио своје благо. Осем оних сума, које су биле потребне за издржавање његовога двора, он је раздавао годишње на 40 милиона поклона, под видом пенсија дворским људима (сама породица Полињакова примала је на 700 хиљада ливара.) Ливра је новац различите вредности. Пред Револуцију је вредела без мало динар. Он је имао на расположењу све што је било у државној благајни: њему је било довољно само да потпише готову признаницу (acquit de comptant) и подносилац је такве признанице само имао да отиде, да прими новац из благајне. Оваква је практика онемогућавала увођење правилнога буџета.
Издатци се нису удешавали тако, да буду у равнотежи с приходима; примања су готово увек била мања од расхода, и мањак се попуњавао позајмицама.
Исто је тако и порез био остављен владиној самовољи. Сваке године је Државни Савет одређивао суму, коју свака област има да плати, и само су оне области, које имају своју сталешку скупштину (pays d' Etats), могле претресати величину својих дажбина. Исто су тако само оне имале право да распоређују порез на становнике сразмерно њихову богатству. У целој осталој Француској свима су радњама руковали чиновници: обласни интенданти и порески одборници (élus) распоређивали су простачки данак на парохије, и често им се пребацивало да су смањивали порезе у оним парохијама, у којима су њихови пријатељи имали непокретних добара. Између становника једне парохије порез није распоређиван по имовном стању, нити по утврђеним прописима, већ „према способности” свачијој (такав је био обичај од старине). Скупљачи пореза (collecteurs) били су овлашћени да процењују те способности, да одређују, шта је сваки становник могао платити; они су по својој вољи повећавали или смањивали свачиј део пореза. Сељаци су се морали претварати, као да су сиромашни, да би тако избегли повећавање пореза; они су живели по бедним кућицама и прикривали оно што имају.
Порез па пиће (aides) и на со (gabelle), који је држава издавала под закуп разним компанијама, прикупљали су компанијски званичници, који су имали исту онакву власт као и државни чиновници. Они су улазили у куће, да траже не би ли нашли соли, која је кријумчарски купљена. Кријумчари су осуђивани на шибање или су слати на галије, и сваке године хватано их је 2—3000. Најпосле, у неким областима, управа бејаше одредила количину соли, коју је свака породица. морала купити, и то је била принудна потрошња соли (sel de devoir). Ова се co морала утрошити у кујни, a било је забрањено да се њом усоли свиња. Стога је порез на со био омрзнут код свега становништва.
У XVIII столећу Французи су плаћали пет пута мање пореза него данас, али су те порезе теже подносили, јер је порез био распоређен без обзира на богатство пореских обвезника, a прикупљан је на начин самовољан и, са кињења, несносан.
Исто је тако било и с народном војском. Откако је она установљена под Лујем XIV, стојала је на расположењу интенданата, који су све синове богатих сељака ослобођавали вучења коцке.
Полиција, која је створена под Лујем XIV, била је за поданике најстрашније оруђе власти. Један оцењивачки одбор (цензура) прегледао је све списе, пре него што ће се објавити, и зависило је од воље цензорове, да ли ће се спречити да се каква књига појави. Штампари, који би се усудили да какав спис обнародују без допуштења цензуре, били су у опасности да допадну затвора или заточења на галијама. Књиге, које би изишле без допуштења, оптуживане су пред судовима и осуђиване на уништење, често и да буду спаљене руком џелатовом. То се догодило Волтеровим Филозофским Писмима, Дидерову Писму о слепцима (Lettre sur les aveugles), Русовљеву Емилу и др. Често је писац бивао хватан и без суђења слат у Бастиљу; Волтер је ту два пута затваран. Да би радио у сигурности, Волтер се реши да иде да живи изван Француске (у Лотрингији, Пруској и Фернеју). Фрере је био затворен у Бастиљу због историјских расправа о франачким краљевима, где је доказивао неистинитост неких предања о постанку монархије.
Штампа није ни у колико била слободна. Због цензуре је било чак и немогућно издавање свакодневних новина; какав чланак могао је у новинама изићи, тек пошто се прегледа: у оним новинама, које је цензура пуштала, није било никаквих других политичких извештаја осем владиних службених саопштења.
Није више било ни вероисповедне слободе. Католичка је вера била обавезна и Луј XVI је при крунисању изговорио заклетву „да ће брижљиво и свом својом влашћу радити, да из свих земаља где он влада истреби јеретике, које је црква осудила”. Ни протестанти ни Јевреји нису могли бити у државној служби. Од 1685. године протестантска је вера била забрањена у кралевини; протестанти су се и даље тајно скупљали y пустињи, то јест по усамљеним местима, и кад би који од ових скупова био изненадно ухваћен, пастор (свештеник) је осуђиван на смрт, a остали присутни на галије.
Ни сами католици нису били слободни; гостионичарима је било забрањено да коме даду меса у петак или уз пост, a радницима да раде у недељу или у празничне дане.
Лична слобода појединих лица није била зајемчена. Полиција је могла затворити кога хоће и задржати га као заточеника, докле она хоће, a да ником не одговара. За затварање је била до-вољна само једна наредба у име краљево, у затвореном писму (lettre de cachet). Лице, затворено на основу оваквога писма, вођено је у једну од оних тамница, над којима суд није имао никаква надзора (најчувенија је била париска Бастиља), и ту је остајало све дотле, док управник тамнице не добије заповест да га пусти; a покаткад је ту годинама било заборављено. Латид је бачен у Бастиљу због тога, што је увредио госпођу Помпадуру, и ту је остао 35 година. Ова су тајна писма имали на расположењу министри и њихови повереници, који се нису њима служили само против владиних противника, него и против својих личних непријатеља; и у том се било толико далеко отишло, да су ова писма продавана бланко (тј. непопуњена), па је сам купац уписивао име човека, за којега је хтео учинити да се затвори. Таквим су се начином служили и оцеви, да би се опростили непослушних синова. Године 1770. Малезерб је говорио Лују XV: „Ниједан грађанин у вашој краљевини није сигуран да своју слободу неће видети принесену на жртву каквој освети; јер нико није толико велики, да буде заштићен од мржње каквога министра, ни толико мали, да не би био достојан мржње једнога званичника у служби пореских закупаца.”
Управа старе монархије, усредсређена у краљевој личности, a руковођена искључиво његовим служитељима, утврдила је владавину деспотску и самовољну; никаква је власт није ограничавала, никакав је надзор није приморавао на умеравање, никакво право није било заштићено од њених злоупотреба.

### Друштво и повластице
Друштво је у Средњем Веку било састављено из више, по правима неједнаких сталежа. Краљеви, да би своју власт утврдили над свима својим поданицима, нису имали потребе да ову неједнакост кваре; људи виших сталежа бејаху дакле очували своја посебна права (повластице).
Званично су се у народу разликовала три сталежа, то јест три класе, које су у сталешким скупштинама имале своје засебне представнике.
Свештенство, које је имало првенство над другим сталежима, било је сачувало своје простране баштине (око једне четвртине свих земаља у краљевини) и једну врсту пореза на земаљске производе, десетак (dîme, који је износио око 125 милиона годишње). Te њихове земље нису биле подложне никаквом данку, и свештенство није плаћало другога пореза осем једне врсте добровољнога поклона од десетак милиона, који је одобравала свештеничка скупштина сваких пет година. Оно је имало право надзора над народним школама, болницама и добротворним установама. Оно је водило и чувало спискове крштења, венчања и сахрањивања, који су се употребљивали место наших протокола рођених, венчаних и умрлих. Оно је уз то имало н своје црквене (духовне) судове, који су судили свештеним лицима, која су оптужена за дисциплинске погрешке, и решавали брачне спорове.
Племство je некада имало у својим рукама готово сву земљу и сву власт, али је од свега тога било сачувало само одломке.
Сељаци мало по мало бејаху постали власницима оних земаља, које су обрађивали; они су имали у својим рукама око једне трећине земље. Али су они према старом власнику (властелину, сењеру) остали под оним теретима, који су још од Средњега Века били уведени и утврђени, и који су у XVIII столећу названи droits féodaux (феудална права). Већина од тих феудалних права била је од врло слабе важности, Властелиново право суђења није му давало никакве власти, пошто је морао узети судију, да му ово право примењује</ref> али су нека од њих јако притискивала и дражила сељаке, a особито опа обавеза, да се мора млети у властелинском млину, и право ловљења, које их је приморавало да напусте дивљач, да им једу усеве и да им их ловци газе.
Власт је била прешла на државне чиновнике. Али су племићи још једнако имали првенство, при ступању услужбу. Све су се врсте службе удвору само за њих чувале,. и да би ко био примљен украљеву кућу, требало је да буде племенита рода. У војсци су они једини могли доспети до виших чинова, a од 1781. године, само су они могли постати и официри уопште, и једино су они могли бити одликовани извесним орденима (Св. Духа, Св. Луја, за војничке заслуге). Они су остали и даље слободни од старих пореза, простачкога данка (таља) и размештања војника по њиховим кућама.
Осем ових законских повластица, према племићима се уопште поступало са више обзира и ууправним надлештвима, и у судовима, и најавним местима (у сеоским црквама властелин је имао почасно место). Обично се каже да су под старим режимом племићима одсецане главе, а они који нису били племићи вешани су. То није потпуно тачно. Казна је зависила од природе кривице; разбојник је, на прилику, могао бити вргнут на точак, и ако је био племић, и било је за то примера. У практици су готово сва важнија звања првенствено њима давана, а у друштву су се они могли држати као природне старешине свега што не бејаше племић. — Волтер је имао некакав спор с војводом од Рохана. Једнога дана послаше кући, где је он био на ручку, да га питају за некакву хитну ствар, но тек што је изишао, шчепаше га војводини лакеји, те га истукоше батинама. И не само да Волтер није могао добити задовољеља од великога властелина, него га влада, као тобож свађалицу, још и затвори у Бастиљу, одакле га пустише да изиђе, саветујући му да иде у иностранство, те да се тако на њега заборави.
За свештенством и племством долазио је трећи сталеж (tiers état, означаван само редним бројем трећи). У ширем смислу трећи сталеж је био цео народ. Али се и он делио уредове и многи су од ових редова били повлашћени. Продајући судска и финансијска чиновничка звања, краљеви су били створили један ред људи правне струке, који су имали право да суде и да прикупљају порез украљево име. Од ових наследних чиновника најзнатнији су били ушли уплемићски сталеж (саветници упарламенту постајали су племићи утрећем нараштају). Асви остали, као на прилику судије, финансијски чиновници, писари и архивари, бележници (нотари), заступници итд. остајали су неплеменити, али и поред тога, осем оне власти која је везана за њихову службу, они су имали и повластицу да буду ослобођени плаћања простачкога данка и распоређивања војника по њиховим кућама, сасвим онако као и племићи.
Чак је и међу радницима, који су били обавезни плаћати простачки данак (таљ), било повлашћених. Право упражљавати какву индустријску радњу или држати дућан и даље је остало везано за повластицу као и у Средњем Веку; мајстори једнога истога заната сачињаваху једно затворено тело (друштво), у које је неко могао бити примљен тек после дугогодишњега шегртовања и пошто плати одређену суму новаца. Будући је број места био ограничен, то се и повластица за упражњавање индустријске радње најзад ограничила само на мајсторске синове. Ко је год покушао да што производи или да продаје, а није био примљен у какав занатлијски еснаф, морао је допасти затвора и претрпети конфисковање робе.
Друштво је дакле било засновано на неједнакости. Та је неједнакост нарочито бунила грађане; они нису више могли подносити да један човек буде више од осталих само по сили свога рођења; они су говорили да један грађанин вреди исто толико колико и племић и хтели су да и они добивају државну службу и звања.

### Неправилности и стари обичаји
Исто тако су непријатељи старога режима критиковали и оно замршено и варварско административно уређење. Подела земље на области војне (gouvernements), црквене (diocèses) и финансијске (généralités) била се у току времена створила наизменичним увећавањем, деобом и смањивањем, без икаква заједничкога плана. Стога је та подела била замршена и неправилна; делови су били врло неједнаки и пуни туђих потпуно затворених земаља; било је финансијских области великих колико четири до пет данашњих француских округа (департмана), а било их је и колико само један; — агатска је епархија (дијецеза) имала дваестину парохија, док их је руанска имала више од седам стотина. — Области разних струка нису се међу собом поклапале: епархија, судска област (bailliage), пореска област (élection) и војна област стваране су свака за себе, без обзира на ове друге; оне су се простирале једне преко других и заплетале се на најнезгоднији начин.
Разне области биле су сачувале своја посебна уобичајена права и своје мере за дужину, тежину и запремину; није било никаква закона ни општега, свима заједничкога права; то је отежавало међусобне односе и трговину између појединих области. Осем тога, пограничне су покрајине биле одвојене од остале краљевине и старим царинама, које су задржане и после присаједињења.
Та збрка и разноликост отежавале су управу и кочиле саобраћај. То се просвећеним људима није допадало, те су тражили владавину с једнообразном и методичком поделом и јединство (правних) обичаја и мера.
У разним гранама управе власти су радиле и даље по старом начину, који је изгледао нечовечан или неправедан. У финансијској струци порези су били тако распоређени, да највише притискују оне најсиромашније; простачки је данак (таљ) остао уређен онако као и y XV столећу, па чак и порези, који су ударени под Лујем XIV, лични порез (capitation) и двадесетак (vingtième), и који су имали да обухвате и повлашћене сталеже, бише најзад неједнако распоређени; повлашћени су успевали да се од њих ослободе на штету других. Порез је прикупљан уз нечовечно поступање. Ако порески обвезник не плати порез, уњегову се кућу смештају војници (garnisaires), који живе о његову трошку. Скупљачи пореза (collecteurs) нису били плаћени чиновници, већ су били становници дотичнога села, који су били приморани да тај рад бесплатно раде, а уз то су они још били и одговорни за оне суме, које се нису могле наплатити. — Посредни су порези били издати под закуп и само је један део прихода улазио удржавне благајне, а остало је закупничко удружењезадржавало за себе, поред тога и злоупотребљавало ону власт, коју му је држава дала, те изнуђавало од пореских обвезника и више, него што су били дужни дати; спорове између удружења и појединих приватних лица пресуђивали су нарочити финансијски судови, који су имали нарочита рачуна да суде укорист удружења.
У војсци су скупљачи војника на превару врбовали тобожње добровољце. Дисциплина је била сурова, војник се још кажњавао батинама.
Правосуђе је још било уређено као и уXVI столећу. Судијска су се звања куповала, и онај, који купиили наследи судијску службу, морао је полагати испит пре него што буде уведен уњу, али се на том испиту никад није одбијало, бар не због неспособности. По селима су још били заостали властелински судови, који су имали још довољно власти да киње оне, који потпадаху под њихову судску надлежност, не чинећи им при том никакве услуге. У Француској још има понешто из доба пре Револуције. Револуцију су у неколико произвели и правозналци, који су устукли пред потпуном изменом судскога система; но број људи од закона смањио ce, парнице су постале краће и суђење је бесплатно. Покаткад је било и по четири суда један поврх другога, тако да се могло апеловали од једнога на други. Парнице су се годинама продужавале; заступници, бележници и адвокати, који су од тога живели, трудили су се да учине да дуже трају. А и самим је судијама ова спорост ишла у рачун, јер су они од парничара добивали неку врсту награде у новцу (épices), (Epices је у старом француском праву најпре означавало добровољни поклон, у стварима или новцу, што га је парничар давао својим судијама, кад добије парницу. (Наша „јабука”, а и у њих већином прерађено воће). Но тај се обичај брзо изметнуо у злоупотребу, те се поклон истраживао и често давао и пре суђења. У неким старим актима стоји при крају записано : „Пресуда се неће изрицати, док се поклон не донесе.” — Уредбом од 1669 г. одреди се да се тај поклон замени новчаном наградом, која ће се при изрицању пресуде одредити према раду, броју седница и вредности спора.) која се одређивала сразмерно времену које им је дотични спор одузео. Често се дешавало да трошкови око каквога спора надмаше вредност спорнога предмета. — Кривично је суђење вршено по старом поступку: окривљени је држан у затвору, колико су судије хтеле, ударан је на муке, суђено му је тајно, а он није могао узети адвоката, да га брани; судиле су му судије по занату, које су увек биле склоне да у сваком оптуженом лицу гледају кривца. Још су биле у животу оне старе варварске, свирепе казне: жигосање усијаним грожђем, привезивање за срамни стуб, бич, вешала, точак итд.
Ето то су они стари обичаји и навике, које се стичу под једним општим именом стари режим или стари начин управљања. Од обичаја старога режима само неки допиру до феудалнога доба, а већина их .je постала тек у XVI столећу, под владавином неограничене монархије. Али просвећени људи из XVIII столећа гнушаху се на Средњи Век и бејаху се навикли, да њему приписују све оно што им се није допадало. Тако су они све злоупотребе, па ма какве биле, сматрали као „дело феудалнога доба.” У XVIII столећу њих нису друкчије сматрали него као злоупотребе, и нису их тако сматрали само они који су од њих трпели, него и сами они, који су се њима користили: властела, свештенство и богати грађани.

### Сазив државних сталежа
Целокупно је јавно мњење осећало као неминовну потребу сазивање државних сталежа. И повлашћени сталежи и грађани беху за то да се краљевска власт ограничи народним представницима, али само они нису имали исти појам о народу. Племство је и више духовништво под народом разумевало само скуп од сва три самостална сталежа, а грађани све равноправно грађанство. Због наметања данка и на повлашћене сталеже, влада се реши да буде већи број представника трећега сталежа; али она ипак наиђе на велике тешкоће, јер није одлучила како ће се сталежи састајати и како ће решавати. Дворска је околина желела да сталежи раде по старом начину (гласање по сталежима а не појединачно), трећи је сталеж у свима питањима био у великој противности, а Некер није спремио никаква нацрта за рад сталешким представницима. Међутим су бирачи своје представнике снабдели упутствима (cahiers des doléances), у којима искажу све своје жеље. И у племићским, и у духовничким, и у грађанским упутствима стајаше: да се скупштина државних сталежа претвори у сталну установу. Осим тога, трећи је сталеж тражио укидање свих феудалних права и повластица вишим сталежима, који уосталом пристајаху на данак, али су чврсто чували друга права своја. Уз ово, у свима је упутствима изјављена жеља за управним, судским и финансијским реформама; за верским трпљењем, личном слободом, слободном штампом итд. Пред изборе и за самих избора изиђе неколико политичких списа, од којих је најзнатнији био архимандрита Сија, у којем се доказивало да је управо трећи сталеж народ. Скоро су сви изабрани представници били слободоумнији људи, од којих је: духовника 291, племића 270, и представника трећега сталежа 557, међу којима се Сије и гроф Мирабо беху прочули својим противничким списима.

### Почетак Револуције
Противници старога режима надали су се да ће влада сама извршити поправке. Али Тиргово министровање показа им, да повлашћени редови неће без отпора допустити, да им се одузму њихове повластице, те стадоше говорити да је потребна револуција, то јест општи преврат, да би се уништиле злоупотребе и препородила краљевина.
У почетку се није предвиђало, на који ће се начин извршити ова револуција. Све врсте људи имађаху неке користи да је спрече: краљ и његови чиновници, да би одржали неограничену власт, а повлашћени сталежи, да би сачували ту неједнакост зарад своје користи. Од туд дакле влада и повлашћени удруживаху све своје силе, да спрече незадовољницима чак и да говоре о тим стварима. Један Енглез, Артур Јунг, путујући кроз Француску 1787. године, приметио је да се туда много мање говори о стварима домаћим него о стварима холандским. А на две године после тога револуција је већ извршена. Покрет је дакле био врло брз. То је дошло од туд, што су се влада и повлашћени сталежи међу собом борили и узајамно ослабили, уместо да су се узајамно потпомагали, да незадовољнике сузбијају.
Повод борбе било је финансијско питање. Од пре једно пола столећа влада је трошила више него што је имала прихода, и дефицит је био ушао у навику. Остатак неплаћених дугова једнако се гомилао, а Амерички Рат, који је стао скоро пола милијарде, коначно поремети буџетску равнотежу. Најпре се из тога тешкога стања излазило помоћу зајмова. За пет година Некер је узајмио 450 милиона (не рачунајући 40 милиона који су узети унапред на име прихода и 45 милиона од разних продаја), а његов последник Калона узајми 650 милиона динара. Интерес на овај дуг учини да се дефицит попне на 80 милиона у 1783, а на 112 најмање у 1787. години. Овакав се режим могао одржати под руковођењем једнога банкара, као што је био Некер, који је умео наћи начина за набављање новаца: он је умео капиталистима улити поверење, објављујући рачуне од 1781. год., који су изгледали као да показују да су већи приходи него расходи. Овај је вишак био уображен (фиктиван). Извештај је био само једно предузеће да се свету улије поверење, као оно што бисмо ми данас назвали реклама или препорука. Мирабо је то још тада показао. Али наступи и тај час, кад људи, који су имали новаца, бојећи се банкротства, не хтедоше више давати у зајам. Да би се сад прибавила нужна новчана средства, морало се повратити Тирговљеву систему: смањити издатке укидањем пенсија и бескорисних чиновничких звања, повећати приходе увођењем пореза, који би обухватао и богаташе као и сиромахе. То је предложио и Калопа. Била је потребна скупштина, да јој разложи потребу своје реформе, стога изради да се сазове скупштина од племића, које влада одабра (assamblée de notables). Он је рачунао да ће му скупштина усвојити предлог; тако је мислила и публика и збивала се шала са овом скупштином одличних; по улицама се продавала „скупштина одличних по четири суа комад” (то су биле поређане и међу собом повезане лутке, које су климале главом у знак одобравања). Али у овом питању влада и повлашћени имали су супротне користи. Влади је било потребно да укине финансијске повластице, да би увећала своје приходе од пореза; а повлашћени су гледали, да не плаћају пореза, који им се чинио у исти мах и неугодан и да их понижава. — Влада је хтела да очува своју власт неограничену и без икаква надзора, и с повлашћенима се саветовала само зато, да им наметне предузете мере; повлашћени су пак хтели да се користе владиним неприликама, те да надзиравају њен рад, да претресају њену политику и да јој наметну своју сарадњу. — Влада је хтела завести једнакост (бар у колико се тиче пореза), а да задржи неограничену власт, а повлашћени су хтели да се заведе политичка слобода, а да се задржи неједнакост. И тако ове две силе, које су биле заинтересоване да спасу стари режим, уместо да се уједине и да га бране, бораху се једна против друге, да од њега окрње по један део.
Влада се сударала с три препреке једно за другим:
1., Скупштина одабраних, коју скупи Калона, не хтеде одобрити њен предлог. Отпуштени Калона би замењен Ломенијем од Бријена, који хтеде завести један нов порез и по ново се задуживати. Али да би зајмодавцима улио поверење, ваљало је израдити да париски Парламенат указ о зајму упише у државне књиге.
2., Париски Парламенат не хтеде уписати, док му се не докаже потерба пореза и зајма (он је ту прекорачио своју власт, јер никад није имао већега права до само да чини представке — примедбе — краљу, а никако да претреса његове указе). По том, осећајући да га подржава и париски народ, изјави да „народ, представљен сталешком скупштином, једини је властан да краљу даје новчану помоћ” и преклињао је краља да „сазове сталешку скупштину своје краљевине.” (Ова теорија, позајмљена из Енглеске, није више примењивана у Француској од пре два столећа. Влада је била у недоумици како да ради. Она покуша да ублажи незадовољнике обећавши сазив сталешке скупштине и извршивши неке реформе (протестантима даде право грађанства (Управо, допуштено им је да се и они, као и католици, уписују у протоколе рођених, крштених, венчаних и умрлих (état civil)) и установи обласне скупштине, да помажу интендантима и да их надзиравају). Исто тако покуша да примора Парламенат на попуштање преместивши га у Троаје, по том држећи седницу под председништвом краљевим и најзад одузимањем права да указе уписује у књиге.
3., Обласне сталешке и свештеничке скупштине стадоше на страву Парламента и уложише протест против министарскога деспотизма. Било је чак и нереда у Бретањи, Провансу, Дофинији и другде. Ту су племићи руковали отпором, да би своје повластице сачували. (Међутим, у Дофинији се племићи удружише с грађанима и по ново прихватише стари облик сталешке скупштине, која је била укинута у XVII столећу. Визилска сталешка скупштина захтевала је политичку слободу не само за Дофинију него и за целу Француску, те би се тако она могла сматрати као први покрет Велике Француске Револуције).
Ови отпори уздрмаше цео стари режим. На свима се скуповима претресаху државне уредбе и установе. Цензура за књиге готово престаде да ради; године 1787. и 1788. појави се хиљадама брошура, у којима се критиковаху повластице и неограничена власт. Створи се јавно мишљење, које се све више и више појачавало. Јунг, вративши се опет у Француску 1788, нађе сву земљу узбуркану, и свуда је слушао како се говори да је револуција на прагу. Замисао и само име старији су од 1789. године.
Влада није више могла налазити новаца чак ни за најнужније потребе; у каси није више било остало ни пола милиона. Она је била обећала сазив сталешке скупштине из целе земље за 1792. па је сазва за 5. мај 1789. године, а уз то обустави плаћање дугова.

### Општа сталешка скупштина.
Да би набавила новаца, влада пристаде да потражи и народну сарадњу и да сазове и његове представнике. Али је још имало да се реше два главна питања:
1., Хоће ли представници, који ће се сазвати, у скупштини представљати поједине друштвене сталеже или цео народ укупно? Хоће ли скупштина бити састављена, као и раније, од представника трију сталежа (свештенства, племства и грађанства), тако да сваки сталеж за себе већа и гласа? У том случају два повлашћена сталежа (свештенство и племство) имала би већину наспрам трећега сталежа. — Или пак, да ли да се усвоји један нов облик, па да се трећем сталежу да таква снага, каква би одговарала његовој важности? Присталице трећега сталежа упињаху се да докажу, да он сам чини 99 од 100 свега народа, и да је право, да му се да бар онолико моћи, колико оним другим двама сталежима. У овом систему требало је да трећи сталеж има толико посланика колико она друга два укупно (то се звало „doublement du tiers”, удвајање трећега сталежа) и посланици из сва три сталежа имали су да гласају заједно, тако да гласови трећега сталежа одржавају равнотежу гласовима повлашћених (то је било гласање по главама);
2., О чему је ова сталешка скупштина требало да већа? — Да ли само о финансијским питањима, или и о целокупној управи? Да ли треба да се она ограничи само на преуређење пореза, или ће имати права да изврши опште преуређење свих установа?
Та су два питања била везана једно за друго. Повлашћени су сталежи пристајали да приме преуређење пореза, али су хтели да задрже остале своје повластице; кад би се гласало по сталежима, они би имали већину и ограничили би преуређење само на финансијске ствари. Трећи је сталеж хтео опште преуређење, и кад би се гласало по главама, онда би он руковао тим преуређењем и извршио би општи преврат.
Тада се заподеде борба између повлашћених и трећега сталежа (1788). Парламенти и скупштине одличних људи (notables) који су се борили против неограничене власти, сад су се борили за одржање неједнакости; они су захтевали да се сталешка скупштина сазове у оном облику, у којем је и раније била (гласање по сталежима). И они на мах постадоше непопуларни.
Требало је да влада реши, под каквим ће видом сталежи већати. Она је могла по својој вољи ограничити преуређење подржавањем прва два сталежа, — или извршити битне измене уопште подржавајући трећи сталеж. Она бејаше постала судија између повлашћених и свега осталога народа. Али је ваљало да се изјасни за једну или другу странку. Она се не смеде решити. Кад је требало уредити представништво трећега сталежа, Некер покуша да остане између две странке неутралан; он допусти удвајање трећега сталежа, не упуштајући се у решење питања о гласању по главама. Исто тако он не одреди тачно ни каква ће права имати та скупштина.
Избор представника за сталешку скупштину би извршен посебно за сваки од она три сталежа и у сваком округу (судском, — bailliage). Племићи и свештеници бираху своје посланике непосредно (Владике и нека властела били су чланови по праву (тј. без избора).), а за трећи сталеж бирање је вршено посредно, тј. двотубо; становници сваке парохије (црквене општине) скупљали су ce, да изберу своје поверенике, који су ишли у главни окружни град, те бирали представнике округа. Сваки је од ових зборова морао, по старом обичају, саставити књигу закључака, cahier, где су излагане све жалбе и захтеви шта да се поправи. Захтеви су били много слични једни с другима, у колико су се тицали општега управљања краљевином (у толико више, што су окружне скупштине биле добиле готове обрасци ових књижица, из којих су један део преписале). Сва три су се сталежа слагала у том да општу сталешку скупштину сматрају као скупштину која има да представља народ; сви су захтевали преуређење финансија и писан устав (конституцију), да би се обезбедила народна права и ограничила власт оних који владају. Трећи сталеж је поред тога захтевао да се укину повластице и да се сва три сталежа споје у једну скупштину, у којој би се решавало и гласало по главама.
Влада није ништа предузимала, да одреди начин рада и права ове скупштине. 5. маја 1789. године она отвори општу Сталешку Скупштину у Верзаљу, а није била решила ни о чему ће та скупштина већати, нити пак под каквим видом.

### Народна Скупштина.
Борба између ове две странке започе се на једном питању о начину поступања. Држећи се старе уобичајене практике, влада бејаше наредила да сва три сталежа заседавају раздвојено. Трећи сталеж не хтеде допустити да се ова подвојеност уведе, јер кад се сталежи једанпут уреде (конституишу) подвојено, онда би и скупштина решавала по сталежима. Он се дакле не хтеде упуштати у већање, док се претходно не реши питање о гласању; свештенство и племство не хтедоше се придружити представницима трећега сталежа, а влада је све више и више изгледала решена да их подржава. У овом нераду пробавили су шест недеља. Трећи сталеж прекиде тај нерад, доневши два начелна решења:
Дана 17. јуна он изјави да може без представника других сталежа, јер он представља народ, и прозва се Народном Скупштином. То је значило да право решавања у име францускога народа припада представницима трећега сталежа. Он позва чланове двају повлашћених сталежа, да дођу, да заседавају у Народној Скупштини с једнаким пра-вом решавања и гласања.
Дана 20. јуна, пошто влада бејаше заповедила да се затвори она дворана, где су се држали састанци трећега сталежа, представници одоше у куглану (Jeu de paume) и заклеше се да се „никако неће разићи, док се не уведе устав краљевине и не постави на чврсту основу”. То је значило објавити, да скупштину не може краљ распустити. Трећи сталеж постаде једна суверена и независна власт.
Тада се влада реши ца предложи један програм за већање; то је учињено у једној седници, у којој је био и краљ, 23. јуна. Краљ предложи преуређење пореза, а повластице да се задрже: „Краљ жели да стара разлика трију сталежа у држави буде сачувана у целости својој, као нешто што је у суштини нераздвојно привезано за основно уређење његове краљевине”. Трећем сталежу се учини да је овај програм недовољан и побуни се против краља, не приставши да иде из дворане после прочитања те изјаве краљеве.
Тада се заметну борба између две власти, Народне Скупштине и владе, која је била решена да помаже повлашћеним сталежима. Влада је за собом имала наслеђене обичаје (традиције) и материјалну силу. Али је била растројена а примећивала је, да ју је јавно мнење напустило. Париз стаде на страну Народне Скупштине. Повлашћени нису били добро сложни; и свештеници и ниже племство пристадоше уз трећи сталеж и почеше заседавати с њима. Сад попусти и сам краљ и заповеди оном остатку повлашћених сталежа, да иде и да заседава у Народној Скупштини.

### Освојење Бастиље.
Влада у ствари није хтела да попусти пошто је још имала уза се силу. Она је могла употребити војску, да растера Скупштину; краљеве су присталице (роајалисти) то и саветовале Лују XVI, и присталице Револуције бојале су се да се по том савету и не поступи. Влада доиста нареди, да војска дође у Bepсај, а по том је хтеде довести и у Париз, где је био највећи неред.
Жетва 1788. године била је врло рђава; Париз је био пун изгладнелих бедника и гомила разних злочинаца, који су били дошли из околине; радници из два предграђа, Сент-Антоана и Сент-Марсоа, бејаху стали на страну против владе.
Парижани се бојаху каквога насилнога војничкога удара, и не дадоше краљевим трупама да уђу. По том се спремише и уредише за одбрану. Краљ је у Паризу имао, на уласку из предграђа Сент-Антоана, тврђаву Бастиљу, која је служила као државна тамница. Ту су се затварали људи који су хапшени на основу тајних писама (lettre de cachet); ту је више писаца тамновало. У то доба владе Луја XVI заточеника је ту било мало, а није било ни друге посаде осим инвалида и неколико Швајцараца. Али због улоге, коју је ова тврђава имала, бејаше постала необично мрска као симбол самовољне и деспотске власти.
Парижани кад чуше да је Некер отеран и прогнан, чим набавише оружја, нападоше на Бастиљу. Цела је париска војска била сведена на два пука; један од њих, тако звана француска гарда, будући још одавно настањен између Парижана, уместо да се бије с гомилом света, он се с њом измеша. Тако париско становништво могаде опсести једну краљеву тврђаву, а један од заповедника који су управљали нападом био је неки подофицир из краљева пука француске гарде.
Гомила света разграби оружнице и пушкарске радње, па нападн Бастљу (некадашњи замак и потом затвор и политичких-криваца). Заповедник тврђаве предаде се 14. јула; Бастиља би заузета и одмах разрушена и народ је играо на том месту.
Да би стало на пут већ започетом пљачкању а и нападању краљевске војске, париски се грађани такође наоружају и образују народну гарду, изабравши за њена старешину Лафајета, племићскога посланика. Овим је народна скупштина спасена од дворских намера, а Луј XVI опет је попустио. Он чак сиђе у Париз, где се показивао народ с тробојном народном значком на шеширу (црвена и плава — париска, а бела краљева; 1792. усвојена је и тробојна застава).
Заузимање Бастиље само по себи није имало никакве важности, али је оно поздрављено од присталица Револуције као велика победа. Оно је казивало да је париски народ силом победио краљевску владу. Краљ доиста осети да је побеђен; он је 14. јула био у Версају са Скупштином; сутрадан он лично дође у Скупштину и изјави јој ово: „Рачунајући на верност својих поданика, ја сам својим трупама издао заповест да се удаље из Париза и Верзаља. Ја вас овлашћујем, па вас шта више и позивам, да у престоници обзнаните ове наредбе”. За тим се удали, а Скупштина устаде и отпрати га чак до замка, усред радосних усклика искупљена света; музика стаде свирати арију: „Qui peut-on être mieux qu'au sein de sa famille?” („Где човеку може бити пријатније него усред свога рода”, — стих из Мармонтелове заједљиве опере Луцилије, за коју је музику удесио композитор Гретри.)
Краљ се не хтеде својом војском послужити против Париза и Скупштине. У исто доба се и Парижани наоружаше и уредише као народна гарда, под командом приврженика Народне Скупштине Лафајета. Сила, дакле, прелажаше од краља на страну Скупштине.
Скупштина, под заштитом Парижана, постаде једини прави господар. Због тога се заузимање Бастиље и сматра као званични датум почетка Револуције, и узето је да од 14. јула 1789. почиње I година слободе.

### Ноћ 4. августа.
После заузимања Бастиље краљевска је власт била потпуно растројена у целој Француској; није више било полиције, да одржава ред, и гомиле људи су ишли по земљи, да пљачкаху; становници појединих градова уредише се као народна гарда ради одбране. По селима, а нарочито на источној страни, сељаци слушајући како се говори да је Народна Скупштина прогласила слободу, настадоше да је на свој начин уведу у живот. Најтежи им терети бејаху оне дажбине и кулуци, пошто су их морали давати својим сењерима (властели), тако зване феудалне дажбине. Они стадоше нападати замкове и одузимати дажбинске књиге (terriers, т. ј. властелинске књиге у којима су биле записане све дажбине и обавезе сељака према властелину) и архиве, те их спаљивати; на многим је местима замак опљачкан, а властелин злостављан или изложен опасности.
Кад Скупштина би извештена о овим нередима, одреди један одбор, да напише пројект закона за безбедност краљевине. Овај је законски предлог претресан у седници, која је почела рад 4. августа у 8 часова у вече. Говорило се о „стишавању узрујаности у областима, о обезбеђењу политичке слободе и утврђењу власника имања у њиховим истинским правима”. Неки су племићи предлагали да се објави, да ће феудална права откупити општине, а. да ће се кулуци и лично ропство укинути без икакве накнаде. Један посланик из Бретање рече, да је народ спалио замкове, да би тим уништио и феудалне исправе, и да треба признати „неправедност тих права, стечених још у доба незнања и мрака”. Овај говор одушеви Скупштину, и више чланова повлашћених сталежа један за другим понудише да жртвују своје повластице.
Скупштина одушевљено прими ове понуде и једно за другим реши да се укидају неједнакости између појединих грађана и између државних области. Тако се укидоше повластице на државну службу, властелински судови, племићска права на ловљење и подизање голубињака, права на наслеђе обамрле себарске имовине, десетак, повластице неких области, градови и села, продавање чиновничких положаја, разна удружења (еснафи) итд.
Би скована и једна медаља „да овековечи успомену на присно уједињење свих сталежа, на напуштање свих повластица и на ватрено пожртвовање свих душа зарад народне среће и мира”.
Ноћ 4. августа па једанпут уништи све оне установе које су одржавале подвојеност друштвених сталежа и омогући да се ствара ново друштво на начелу једнакости.
Начелна решења, која су ове ноћи донесена, бише сређена и написана у једном декрету, који се почињао овако: „Народна Скупштина потпуно уништава феудални режим”.

### Избеглице; нова буна; клубови
У ово је време народна скупштина већ радила на новом уређењу француске државе. Она се још на неколико дана пре заузимања Бастија назвала Уставотворном (Assemclée nationale constituante), узимајући право да за државу пропише ново уређење. У двору се пак није мислило ни на каква попуштања, а међутим за оних нереда приликом заузимања Бастија, наста бекство племића, у чијем је броју први био млађи брат краљев Д'Артоа. Отишавши за границу, избеглице су радиле код туђих дворова да их и војском помогну против Уставотворне скупштине и народа. У самом Версаљу нису губили наду на војнички преврат, и премда Луј XVI, после заузимања Бастија, обећа да неће скупљати војску у Париз, ипак у Версаљ стизаху нови пукови. Када пак у Паризу, на једној официрској забави, у присуству краља и његове породице, официри збацише са себе тробојне значке, париски се грађани по други пут узбуне, а огромна се гомила света, у којој је било много жена и у првим редовима с оружјем и виком: „Хлеба! хлеба!“ упути на Версаљ, продре у сам двор и захте од краља да се пресели у Париз (5 и 6. октобра). Ово захтевање Луј XVI изврши, а због тога се и Уставотворна скупштина пресели у Париз. Првом је буном (14. јула) скупштина сачувана од војне силе, а другом је (5 и 6. октобра) лишена слободе у средини узбуђенога становништва парискога, које је своју вољу наметало представницима целога народа. Ну, у сваком је случају сада Уставотворна скупштина била најмоћније тело у Француској, чије су наредбе слушане. Међутим уз скупштину пониче једна друга снага.
Париз, као престоница онако уједињене Француске, задоби готово неограничени утицај на покрајине преко основаних политичких клубова, који се такође занимаху питањима о новом уређењу и савременим догађајима. један од таквих клубова, који доби назив Јакобински (прво le club des Amis de la Constitution; настанили це у старом манастиру Јакобинаца, по чему су од противника названи и чије је име одјекивало кроз целу револуцију), стече највећи значај, и то из овога разлога: у њему бејаху најомиљенији посланици, многи су чланови његови имали велику моћ код париског становништва и он отвори своје клубове по свима знатнијим градовима француским. По овим клубовима завладају крајња мишљења, која обухвате и политичке новине. Што се пак раније осећао јачи притисак, тим се сада оштрије и дрскије изражаваху противници старога поретка.

### Мирабо и народна скупштина
За овога се времена у Уставотворној скупштини почну оснивати политичке странке. О чувању старога поретка мишљаше мали број представника виших сталежа, а огромна је већина скупштинска била за уставну монархију, па чак и доцнији републиканци, не слажући се само у главним тачкама питања о саставу и правима народнога представништва. Нико пак није јасније и трезвеније појмио тадашње догађаје као Мирабо. Међу посланицима се он у један мах издигао на прво место. Мирабо је имао ум правога државника: владао је добрим теориским и историјским знањем у политици; имао је велику подобност да се брзо нађе у најсложенијим предметима и да у исти мах ради па решавању различних питања, а уједно је био и први говорник у скупштини, у којој беше цвет тадашње просвећености француске, те је умео потчинити својем расположењу чак и таке људе, који нису делили његово мишљење. Осетив сам власничку самовољу и допав једно време затвора, Мирабо поста ватрени заштитник личне слободе. И ако је био пореклом племић и поносио се својим прецима, он ипак приђе народном покрету тадашњем, тражећи заштиту народних права и грађанску једнакост. Ну Мирабо постави себи задатак да утврди оно што се револуцијом до тада задобило, јер га за ове тековине с једне стране плашаху дворске и племићске сплетке, а с друге стране народно узбуђење, које је могло прећи у безвлашће. Стога хтеде да ослободи краља од утицаја његове околине и да народну скупштину учини независном од парискога становништва, које је руковођено клупским демагозима. По његову мишљењу, краљ је морао пристати на извршене промене и не покушавати на повратак старога поретка, а слогу између њега и народнога представништва требало је извести састављањем министарства од највиђенијих чланова народне скупштине по примеру енглеске парламентарне владе. Он је био противан дељењу законодавне скупштине на два дома и желео је да краљ има veto за скупштинске одлуке, да се не би скупштина учинила неограниченом и опасном за владаочеву слободу. Мирабо не приведе у живот ове своје замисли, јер је против његових савета био и двор и народна скупштина, која се разложно бојала да ве се краљ моћи користити својим veto и при заштићавању старога стања.
Ускоро после друге побуне париске (октобарске) Мирабо ступи у тајне односе с двором, саветујући краљу да се измири с тадашњим стањем и да премести народну скупштину у мирније место. Луј XVI и Марија Антоанета читаху његове саставе, у којима он излагаше своје мисли, и чак га награђиваху за те савете, али га нису ни мислили слушати, јер су добро памтили његов поступак у почетку револуције, а нису ни поимали суштину његових идеја. И народна Скупштина није поимала Мирабове тежње а није му ни веровала, нарочито од када се чу да је у тајним односима с двором, који му такође није веровао и награђиваше га уосталом само зато да му не буде непријатељ. У свом је домаћем животу Мирабо имао готово неугледан пример човека од прекомерна уживања, који се спутавао дуговима и није бирао средства за добивање новаца. Стога су посланици мислили да се он толико заузимао за краља, што је од непријатеља револуције поткупљен великим новцем, а у клубовима и по новинама почну га за то чак и окривљавати. Ну усред својих планова умре после кратке болести (2. априла 1791). Велики је трибун свечано сахрањен, којом приликом учествоваше двор, више духовништво, народна скупштина, народна гарда, клубови и много народа. Сви су тада осећали да је с Мирабом сишла у гроб велика политичка снага.

### Крај старога режима
Стари је режим био обележен трима цртама које јако падају у очи:
1., краљ је имао потпуну власт, без икаква надзора и био је неограничени господар;
2., Становништво краљевине било је подељено на сталеже с неједнаким правима;
3., Управљало се према старим, сложеним, заплетеним и нечовечним уредбама.
Скупштина, одузевши краљу власт и укинувши повластице, уништи краљево неограничено господарство и неједнакост међу становницима. За тим предузе да целу управу преуреди по простом и једнообразном плану.
Она стави себи у дужност да „препороди” краљевину. Свој рад отпоче она уништавањем старе Француске; она хоћаше да, пре него што отпочне ново подизање, најпре очисти земљиште, да уништи старе установе а да их не преуређује. Сва она стара обичајна права, која су у скупштинским књигама (cahier) означена као злоупотребе, бише укинута. На челу новога устава би истакнута ова изјава:
„Народна Скупштина, желећи да француски устав заснује на начелима која је признала, неповратно укида установе које вређају слободу и правну једнакост.
„Нема више ни племства, ни перскога достојанства, ни наследних ни сталешких разлика, ни феудалнога уређења, ни властелинских судова, нити икакве титуле или назива и повластица, које су од туд потицале, нити икојега витешкога реда.... нити какве друге надмоћности осем преимућства државних чиновника у вршењу њихове службе.
„Нема више ни куповања, ни наслеђивања какве било државне службе.
„Нема више ни за који део народа, ни за које лице, никаквих повластица, нити каква изузетка од права, које је опште за све Французе.
„Нема више ни еснафа нити каквих удружења по занимању, уметностима и занатима.
„Закон не признаје ни верскога завета, ни икоје друге обавезе, која би била противна природним човечјим правима или уставу”.
Од 1790. године старе установе, као краљев савет, државни савет, интенданти, парламенти, судови, закупци пореза и др. бејаху престали да раде. Свештеничке земље бише проглашене за народна добра. Није ништа више заостало од старога режима.

### Објава људских права
Прва Законодавна Скупштина, пре него што би прописала законе за преуређење „препорођене“ Француске, реши, по Лафајетову захтеву, да објави народу начела на којима мисли заснивати ново друштво. И то постаде предметом Објаве човечанских права (Déclaration des droits de l’homme), која је обнародована у октобру 1789. године, после дуготрајних препирака и претресања. Ово су јој главне тачке:
- „Људи се рађају и остају слободни и у правима једнаки...
- „Та су права: слобода, својина, безбедност и отпор угњетавању. Слобода се састоји у том, да човек може радити све оно што другом не шкоди.
- „Извор највише власти (суверенитета) је у народу.
- „Закон је израз опште воље. Сви грађани имају права да лично, или преко својих представника, суделују у његову грађењу. Он мора бити један исти за све људе.
- „Пошто су сви грађани пред законом једнаки, то сви они без разлике могу добивати почасна звања и државну службу, сваки према својим врлинама и способностима.
- „Ниједан човек не може бити оптужен, затворен ни заточен до у оним случајевима које је закон предвидео, и то само онако како је законом прописано.
- „Нико не треба да буде узнемираван због свога мишљења, па чак ни верскога, само ако његово јавно исказивање не нарушава државни поредак који је законом утврђен. Сваки грађанин може слободно говорити, писати и списе штампати.
- „Општи порез мора бити подједнако распоређен на све грађане, сразмерно њихову богатству.
- „Будући је својина једно неприкосновено и свето право, то нико не може бити ње лишен, осем ако то општа народна потреба, законитим путем доказана, очигледно изискује, па и то под погодбом да се одштета праведно и претходно надокнади.“

Основно је начело Француске Револуције то: да је народ врховни господар (суверен), да су сви његови чланови равноправни, да су сви слободни и да треба да буду лично и материјално обезбеђени, чак и од саме владе. Њена је девиза: Слобода, Једнакост и Братство.
Први је знатнији посао Уставотворне скупштине била ова Декларација човечјих права, која је на предлог Лафајетов објављена после дужег претресања (12-VII-1789) и која садржи главна начела о уређењу новога друштва и државе. У декларацији је најбоље истакнуто начело о слободи личности и о врховној власти народној. Она је гласила да се људи рађају и да живе слободни и једнаки у правима, а права су: слобода, својина, безбедност и отпор угњетавању. Начело се целе врховне власти налази у народу. Закон је израз опште воље, и сви грађани имају права учествовати у издавању закона и у одређивању пореза, пред чим су сви једнаки. Друштвена је или државна власт за срећу свих чланова, а не за личну корист оних којима је поверена, а друштво има права тражити рачуна од свакога јавнога и одговорнога вршиоца своје управе. Држава у којој нема јемства за права и подељене власти, нема устава. Осим тога, Декларација обезбеђује вршење државних и друштвених дужности свима подобним личностима, а уједно објављује слободу личности од самовољнога затварања, слободу верског мњења, слободу речи, штампе и безбедност приватне својине. У свима се овим изјавама Декларације права појављују само тежње политичких писаца осамнаестога столећа, поглавито Монтескија и Руса, а све се могу укратко изразити револуциском лозинком: слобода, једнакост, братство, што је послужило за основицу при изради новог устава.

### Основна начела новога друштва
Свих је неједнакости нестало, и закон не прави више никакве разлике између Француза. Он више не признаје ни повластице у пореским питањима, ни права прворођења, ни права једнога власника имања над којим другим. Племство се више законом не признаје Све су службе отворене свима без разлике. (по рођењу) и већина их је дата грађанима. И у самој ствари, већина оних људи који су у XIX столећу управљали Француском нису били ни племићи, па чак ни људи из виших редова градскога становништва (буржоазије).
Сељачким земљама порасте вредност откако се ослободише властелинских дажбина и простачкога данка (таља); општа народна добра, образована од свештеничких баштина, уступљених 1789. год., и од баштина које су емигрантима одузете, бише распродата; једна трећина земаља у Француској прешла је у руке малих власника. (Може бити да данас у Француској има толико исто великих приватних имања колико и пре 1789. год., али су се она по нова створила после 1800. године.) — Радиност је постала потпуно слободна, и сваки може производити што хоће и како хоће. — Трговина је слободна, и нема више ни монопола ни забрањивања продаје. — Порез је подједнако распоређен на све становнике према њихову имању. Законодавна је Скупштина простачки порез заменила порезом на непокретно имање (foncier), који пада на све земље и куће без обзира на власнике њихове, — главницу (capitation) личним порезом и порезом на покретно имање тј. приходе (mobilier). Она је укинула посредне порезе на пиће (aides), а Наполеон их је по ново завео под именом droits-reunis, то јест уједињених посредних пореза, али их држава не даје више приватним лицима под закуп, него их сама купи преко својих чиновника. Буџет се сваке године унапред одређује, тако да се расходи могу доводити у равнотежу с приходима. Никакву суму не може државна благајна исплатити без уредне упутнице. Државним је повериоцима обезбеђено уредно примање камате на свој новац; сви су државни дугови уписани у Главну Књигу државних дугова (Grand Livre de la Dette publique); она је установљена 1793. године, да се више не би могли разликовати дугови које је учинила република од дугова „деспотизма.“
Револуција је поставила начело, да је сам народ највиши господар (суверен). Али како народ не може сам управљати, то су из тога начела произишли врло различити облици владавине, према томе, да ли је народ, као господар, предао владу само једном краљу, коме ће помагати парламенат, или самој скупштини, или императору. (Наполеон I, најнеограниченији император каквога је икад било у Француској, узео је назив императора (цара), тек пошто је учинио апел на народ, да му тај назив иште; та врста монархије није била противна начелима Револуције).
Револуција је увела поделу власти: један исти чиновник, или једно исто тело (надлештво), не треба да има више од једне власти (да прописује законе, да суди, или да наређује).
Револуција је створила уређену управу као какву машину. Свака се грана државних послова завршује министарством, којем се шаљу сва саопштења, и које издаје сва наређења. Број министарстава се мења, пошто се неки послови час одвајају, а час се опет састављају под управом само једнога министра, али су саме струке непроменљиве. То су: управљање, правосуђе, финансије, спољашњи послови, ратовање, мрнарство, вера и црква, просвета, уметности, државно грађевинарство, трговина и земљорадња. Ко год врши какву службу у Француској, тај зависи од онога министра, у чијем је делокругу његова служба. — Да би подела власти била правилнија, створен је један систем једноликих кругова, који вреде за све врсте државне службе. Цела је Француска издељена на веће округе, окрузи на срезове, срезови на кантоне, а кантони на општине. Сваки чиновник примењује своју власт у границама ових кругова; сваки округ има свога начелника (префекта), свога благајника и свој окружни кривични суд (cour d’ assises (То је нека врста мешовитог суда, састављенога од судија и приватних грађана као поротника. Он суди кривична дела. Против његове пресуде нема права жалбе.)); срез има свога срескога начелника (подпрефекта), свога порезника и свој суд (трибунал). — Све су врсте службе потпуно усредсређене на једном месту и уређене но једном, потпуно једноликом плану. Права и дужности државних чиновника потпуно су једнаке у целој Француској; чиновници се могу премештати с једнога краја земље на други; једне исте им се наредбе дају у виду циркулара. Нема дакле више никакве разлике у управи међу разним покрајинама Француске, и најмање ситнице може једнообразно уредити министарство чије је седиште у Паризу. На тај је начин потпуно довршена она централизација, коју су краљеви започели. Ниједна земља на свету није овим путем ишла тако далеко као Француска.
Скупштина је администрацију предала изабраним одборима (conscils); свака је општина имала своју општинску управу (municipalité), сваки срез и сваки округ имао је свој управни савет (directoir).
Правосуђе је преуређено. Задржат је обичај из времена пређашње владавине, да се суђење предаје каквом телу (сваки се суд састоји најмање из три судије). Али судије нису више власници своје дужности, него су само њени вршиоци (као чиновници). — Скупштина је одредила да се они народом бирају на неколико година. — Наместо малих властелинских судова установљен је у сваком кантону по један примирителни суд (justice de paix), чија је дужност да парничаре мири и да им по могућству, не да да се парниче. — Суђење за кривице било је одузето од тих судова, па су кривичне спорове пресуђивали у сваком округу кривични судови (cour d’ assises), који су уређени били по обрасцу енглеске пороте; 12 поротних судија, узетих из реда грађана дотичнога округа, решавају да ли је окривљени крив, а један чиновник руководи претресом и изриче казну. — По ново је у живот враћено јавно и усмено суђење, као што је било у Средњем Веку; окривљеном је дато право да узме правозаступника, да га брани пред судом. — Скупштина је укинула сва посебна обичајна права појединих области. У свима се судовима правда мора изрицати по једним истим прописима. — Суђење је постало бесплатно: тим неће да се каже да парничење не кошта ништа, него само да судије не треба ништа да примају од парничара.
Револуција је променила и саме односе између државе и цркве. Скупштина је донела грађанско уређење свештеничкога реда, којим се укидоше дијецезе, а уведе се бирање владика. Скупштина укиде хришћанску цркву и хтеде установити службу Највишем Бићу. По том она постави начело слободнога вероисповедања и потпунога одвајања цркве од државе. „Нико не може бити спречен, да у границама закона, исповеда веру коју је изабрао; нико не може бити приморан да суделује у подношењу трошкова ма које вере. Република ниједну од њих не плаћа“.

### Народно расположење и празник федерације
Када је умро Мирабо, већ је друга година револуције била на измаку, али се ипак онај заталасали покрет од првих дана револуциских продужио за све ово време, и огромна је већина народна била расположена и одушевљена. Још о јесени прве године револуциске почеше установљавати празнике у част слободи по многим местима у земљи, а од особитога је значаја био празник федерације, који је као почетан нове будућности народнога јединства прослављен на Марсовом пољу париском по навршетку године од заузимања Бастија (14. јула 1790). У прослави је учествовао краљ, народна скупштина, народна гарда из целе Француске и на стотине хиљада народа. Ну ово се расположење народно поче већ мењати у трећој години (1791) и народ се већ стаде плашити за судбину учињених промена. Највећа је плашња била од избегличких сплетака код туђих дворова, нарочито када се дознало да избеглице чак скупљају војску у пограничним областима немачким.

### Писани устави
Приврженици Револуције највише су замерали старом начину владавине због самовоље. Они су хтели да убудуће владина власт буде утврђена писаним законом, налик на оне законе којима се одређују односи између приватних лица. У књижицама сталешких скупштина (cahier) захтеван је писан устав; посланици су сматрали да им је стављено у дужност да тај устав напишу и Скупштина се назва Уставотворном (Конституанта).
Енглез Јунг, који је тада путовао по Француској, налажаше да је замисао правити Устав врло смешна. „Они мисле да има некаквога рецепта за грађење устава, као што се гради кобасица“. Јунг је, међутим, био навикнут да у Енглеској гледа како политички устав, као грађански закон, почива на старини, укорењеним обичајима, које сви Енглези поштују. Али у Француској није било јаке традиције. И писана је уредба била једина брана, која се измисли против владине самовоље.
Од првога устава (од 1791) Француска је често мењала облик владавине, али никад није остајала без писанога устава, и мало по мало па су сви образовани народи (осем Енглеске) усвојили тај обичај да пишу свој устав.

#### Устав од 1791. године
Народна Скупштина бејаше се заклела да се не разилази, док не напише устав. Она је на том послу радила две године и устав обнародова 1791. године, а краљ се закле, да ће га поштовати.
Устав од 1791. године дело је странке која је произвела Револуцију; његови творци не хтедоше укидати краљевство, али нису више имали вере у оне власти, које су дотле управљале друштвом и државом; они су се бојали аристократа, то јест свих оних наследних друштава и деспотизма, то јест краљевске власти; поред тога они су узимали као правило ону теорију о подели власти, коју је Монтескије увео у обичај. Ова теорија почива на непотпуном познавању енглескога устава. Монтескије, идући за енглеским правницима, мишљаше да је у Енглеској власт стварно подељена између парламента и краља, и да краљ има извршну, а парламенат законодавну власт. Тим је властима додао и судску власт, коју је смислио по подобију француских парламената.
Постављено је дакле оно основно начело да „највиша власт припада народу“. (То је значило рушење темеља старе монархије, где је краљ био једини господар). Али „народ, од кога потичу све власти, може те власти вршити само с помоћу преношења власти на другога“.
Целокупна се дакле власт врши преко представника; усвоји се и то: да краљ представља цео народ по наследном праву и да он има права да бира себи министре. Све остале власти морају бити са изборним представницима. Али се не хтеде дати бирачко право свима становницима, него би решено, да ко хоће да буде бирач, мора плаћати порез, који се равња с тродневном његовом зарадом; тако се грађани нађоше подељени на две класе, на грађане активне, то јест на бираче, и на грађане пасивне, то јест они који немају бирачкога права.
По Монтескијевој теорији беху установљене три врсте власти: законодавна, извршна и судска. Судска је власт пренесена на судије, које бира народ на извесно време. Извршна је власт била „предата краљу с тим, да је под његовом врховном влашћу примењују министри“. Законодавна је власт дата скупштини, састављеној од изабраних народних представника.
Два су питања ватрено претресана: 1. Да ли законодавну власт треба дати двема скупштинама, као у Енглеској, или само једној, и — 2. Треба ли министре узимати из скупштинске средине, као у Енглеској, или изван скупштине.
Стогодишње је искуство показало, да једна скупштина, кад је сама, у тренутку одушевљења, може да предузме нешто због чега се после каје, и све образоване државе зауставиле су се на систему двогубе скупштине. Али на крају XVIII столећа још није било тога искуства, и изгледало је некако чудновато стварати једну власт с две главе; најзнатнији амерички државник Франклин терао је спрдњу с тим системом: „Једна је змија, вели, имала две главе, па је хтела ићи да пије воде. Али воде је било са обадве стране, и једна је глава хтела ићи на једну, а друга на другу страну, те змија остаде на месту и црче од жеђи.“ Осем тога, они који су хтели и другу скупштину, замишљали су је чисто у виду једнога наследнога аристократскога тела, као Дом Лордова, а Уставотворна Скупштина није хтела стварати нову аристократију, пошто је оборила стару. Стога она усвоји онај облик само с једном скупштином (једнодоми систем).
Исто тако искуство је показало, да министарство, које је узето изван скупштине, нема онога утицаја који је потребан за управљање и да се између владе и скупштине стварају бескрајни сукоби, док министри, узети из скупштинске већине, природно имају њено поверење и потпору. Али је 1789. године доктрина о раздвојености власти спречавала да се управа да представницима народним; то би изгледало као да се у једним истим рукама спаја извршна и законодавна власт. Такав је оглед извршен у Енглеској и налазило се да тај систем ваља одбацити; многи су Енглези парламентарну корупцију, која је тада владала у њиховој земљи, приписивали тој практици; министри су, да би очували потпору већине, поткупљивали посланике својом благонаклоношћу и поклонима, а краљ је могао пасти у искушење да купи вође опозиције тим, што ће им понудити министарски положај. У залуд је Мирабо преклињао Уставотворну Скупштину да краљу не одузима право, да министре може узимати из Скупштине; то је био један разлог више да се реши, да се министри не могу бирати између народних посланика, јер су се бојали да Мирабо не постане министар и поче се сумњати у његове односе с краљем. Да би се потпуно извршило раздвајање власти, реши се, поред тога, и да министри немају права говорити у скупштини, осем о питањима која се односе на њихово министарство.
Много се претресало питање о уделу који треба краљ да има у законодавној власти. Хоће ли он имати права да одбије какав закон који је скупштина изгласала? — Ројалисти су за њега захтевали апсолутно вето, то јест право да закон поништи, а противници краљевске власти не хтедоше краљу дати никакву законодавну власт. Учини се споразум и Уставотворна Скупштина даде краљу суспензивно вето, то јест право, да какав закон задржи за време од две скупштинске периоде.
На тај је начин управа предана трима властима, које су биле тако уређене, да свака посебице буде потпуно независна од оних других. Уставотворна је Скупштина хтела да се поштује доктрина о подели власти, али се бојала грабљивости извршне власти, то јест бојала се краља, који је био навикнут на деспотизам, и гледала је да га ослаби и да га затвори у добро одређене границе. Као последица тога дошло је то, да је министарству одузета свака акција, а скупштина је остала као једина права власт.
Што се тиче саме администрације, Уставотворна Скупштина даде бирачима свакога округа посебице да сами бирају своје администраторе (то јест управљаче). Али како је народ много претрпео. од силних чиновника (интенданата и њихових помоћника), то скупштина не хтеде више стварати чиновнике, који би у свом надлештву били сами, него на сваком степену власт би предана по једном званичном телу или друштву: у општинама општинском већу, а у срезовима и окрузима среском и окружном одбору. Поред ових тела, која су имала извршну власт, установи она и саветодавна тела или савете. Тим месним властима Скупштина даде право не само да уређују ствари својега округа, него и да разрезују и скупљају порез и да сазивају народну гарду (војску). Она на тај начин створи од француских општина толико исто малих, готово независних република.
Уставотворној је Скупштини највише бриге задавала бојазан од угњетавања, које би долазило од краља или министара. Она стога уреди управу тако, да скупштини обезбеди надмоћност над извршном влашћу и да створи области скоро независне наспрам средишта. Тако устав од 1791. године створи једну средишну владу, која је била до крајности слаба, и месне власти, које су биле јаке до анархије. Осем тога Уставотворна Скупштина, решивши да се ниједан од њених чланова не може по ново изабрати у скупштину, примора бираче да шаљу у скупштину неискусне представнике.

#### Свршетак и недостаци у раду скупштине
При оваквим околностима Уставотворна скупштина заврши свој посао. Нови је устав изнесен Лују XVI, коме је остављено: или да га прими или да се одрече круне. Он приста на прво и закле се на устав, те буде ослобођен страже. Међутим Луј XVI ван земље саопшти да је његов пристанак на устав изнуђен. Ово већ није обећавало сталности новом уређењу државном. Новом пак уставу није дуговечност ујамчена ни одлуком Уставотворне скупштине, којом уставовци спрече себи избор за Законодавну скупштину, која се морала састати по уставу. Ова је одлука била великодушна, али је њу саветовало нетачно поимање демократске једнакости и она се у примени показала као неразумна. Чланови су Уставотворне скупштине погрешно мислили да је дуго бављење у саставу народнога представништва противно грађанској једнакости и нису могли унапред видети да нови људи у Законодавној скупштини неће имати довољно искуства и да неће с вољом чувати њихово свршено дело.
За скоро две године Уставотворна скупштина сврши огромни посао преуређења свега државнога и друштвенога живота у Француској. Може се рећи да се стари поредак, који је одавно требало преуредити, одмах срушио чим је додирнут, и Уставотворна скупштина мораде све изнова стварати. У својем нерасположењу наспрам пређашњега поретка, она се трудила да уништи све остатке старине, не размишљајући сувише о томе, шта је сасвим рђаво и шта би се могло поправити или задржати. Погрешке су се у овако сложеном послу могле увећати и због тога, што радници, који ставише себи задатак да преуреде Француску, у примени беху мало познати с пређашњим стањем, што нису имали искуства у државним пословима и што се сувише поведу за неостварљивим мишљењима, која се нису слагала с начелним погодбама стварности. Сама је политичка филозофија осамнаестога столећа била више последица чисто неостварљивога размишљања, него закључак из посматрања друштвеног живота. Уопште, рад је Уставотворне скупштине: покушај преуређења државе и друштава на основи учења филозофије природнога права а по начелима слободе и једнакости. Огроман се пак значај рада Уставотворне скупштине огледа у том, што се тадашње француске тежње раширише и ван Француске.

#### Ново уређење по новом уставу
Нови је устав (од 1791) био основан на начелу народне превласти (Русо) али с владаоцем и деобом власти (Монтескије). Владалац је представник народни, а све друге власти зависе од народнога избора. Законодавну власт и опште управљање државним пословима врши законодавно тело, чији су чланови (750) бирани на две године. Народ се дели на активне и пасивне грађане; политичким се правима користе само активни грађани, чији је најмањи порез морао бити једнак тродневној заради, што се косило с Декларацијом права. Према законодавном телу краљ има вето, али ако нека одлука, коју краљ не одобри, прође кроз три наизменична законодавна тела, она добива законску силу и без краљеве сагласности. Према овоме је главни значај краљев био у извршивању власти. Краљева се личност признаје за свету и неприкосновену, али се укидање и мењање устава сматра као одрицање престола. Краљ врши власт само преко одговорних министара пред скупштином, а министри не могу бити скупштински чланови. У ствари, ни краљ ни њиме наименовани министри нису имали могућности управљати државом, јер чиновници нису зависили од њих. Уставотворна је скупштина укинула дељење Француске на провинције, које су историјски и географски постале, и разделила земљу на осамдесет три департмана, који су издељени на дистрикте и комуне, при чем се руководило чисто непримењеним начелима геометријске и аритметичке једнакости. Према начелу народне врховне власти, управа је комуна (сеоских и градских), дистриката и департмана морала бити изборна, што је чинило потпуно независном од средишне власти. Департманска је управа била од тридесет и шест чланова, чија је половина обнављана после две године, а дељена је на савет, који заседава месец дана у години, и сталну директорију од осам чланова. Дистриктска управа беше од дванаест чланова, који заседавају петнаест дана у години и од којих четворица чине дистриктску директорију. По један је изабрани прокуратор генерални придаван на четири године свакој директорији. Општинска (комунска) је управа била од савета и мера. За старога поретка Француска није била вична самоуправи чак ни у пословима месним, а сада су и државни послови дошли у руке изабраних органа месне самоуправе. Поред управе, и судови су били изборни,, а према угледу је на Енглеску уведена и порота.
Исто је начело народне власти уведено и у овако названо грађанско уређење духовништва, чему је претходила измена његова положаја. Духовничке су повластице биле укинуте а тако исто и десетина. Земља је црквена одузета и заједно је с краљевским поседом чинила народно имање, којим је обезбеђен државни дуг, а калуђерство објављено као противност личној слободи. Духовништво је обезбеђено државном платом као и чиновништво. Све је ово изменило спољни положај духовништву у друштву, али није дирало унутрашње уређење црквено. Начело је верске слободе тражило да се световна власт не меша у унутрашњи живот црквени, али је Уставотворна скупштина гледала на цркву као на државну установу и стаде је прилагођавати новим начелима. По грађанском уређењу духовништва, француска се црква учини независном од папе; границе се појединих епископија морадоше поклапати с департманским границама, а укину се називи архиепископа, абата, каноника и др. И свештеници су и епископи бирани, а при њихову су избору могли учествовати и некатолици. Доношењем овакога уређења скупштина учини доста неприлика, јер испрва при одузимању црквених имања и укидању десетине, чим се раније користило углавном више духовништво, готово је све ниже свештенство било на страни скупштинској; али сада већина тога свештенства бејаше незадовољна новим уређењем, које је дирало верска убеђења, а по многим се местима и паства поведе за духовним вођама својим. Ово произведе у Француској верски раскол и изазва тадашњу државну власт на гоњење људи, који се не хтедоше потчинити новом уређењу верском.
Нови се устав и грађанско уређење црквено није одржало у Француској. Међутим постану сталним одлуке скупштинске с оне ноћне седнице (4. августа) о укидању сталешких, покрајинских, феудалних и власничких права. Укидање пак ових права донесе грађанску једнакост, те су се сви Французи дужни били називати грађанима, јер су уништени сви племићски чинови с њиховим називима и грбовима. У правима су изједначене и све вероисповести. Укидањем цехова објављена је слобода производње и рада, при чем се руководило физиократским учењем.

#### Устав од 1793. године
Устав од 1791. године још задржа краља и министре. Ма колико да су ослабљени, они ипак покушаше да протестују против Законодавне Скупштине, која је хтела имати сву власт. Особито су у питању били свештеници и емигранти; Скупштина их је сматрала као непријатеље и прописиваше против њих законе, према којима краљ истаче своје вето. За време те борбе створи се једна републиканска странка, истина малобројна, али која се, уз припомоћ париских предграђа, дочепа Тиљерија и примора Скупштину, да огласи, да је краљ збачен с престола, и да сазове нову скупштину, такозвани Конвенат (10. августа 1792).
Конвенат узе управу у своје руке, и вршио ју је помоћу одбора, који су изабрани из средине његових чланова. Он је имао да по ново изради устав, но сад без краљевскога достојанства. То је устав од 1793. године, који је на брзу руку спремио један одбор, а Конвенат изгласао без дугога претресања.
Његови су творци били ученици Русовљеви; они су полазили од основнога начела, да је сам народ суверен и да он тај свој суверенитет треба да примењује непосредно. Народ су сачињавали сви људи од 21. године. (Разлика између активних и пасивних грађана укинута је 1792. године). Бирачи су се морали скупљати у првостепене скупштине, не само да бирају своје представнике, него и да већају о законима.
Скупштина би замењена једним законодавним одбором, који се бира само на годину дана и који није имао права да издаје законе, него само да их предлаже, а усвајале су их првостепене скупштине (сматрало се да су закони примљени, кад у половини и једном округу-департману више — нема на сваких 10 скупштина по једна која је противна). Уместо министарства установи се Извршни Одбор од 24 члана, које поставља законодавно тело, по списку што га саставе првостепене скупштине.
Овим се уставом укидала у исти мах и средишна управа и народна скупштина, и грађани су позвани да се опиру законитим властима. „Кад влада вређа народна права, побуна је, како за цео народ тако и за сваки његов део, најсветије право и најпреча дужност.“
Како Француска у то доба бејаше поплављена војскама целе Европе, и бејаше јој потребна јака влада за одбрану, то би решено да се тај устав уведе у живот тек по свршетку рата. Он не доби времена да ступи у живот, јер је рат још трајао кад она странка, која је написала овај устав, би оборена с власти.

### Бекство Луја XVI и последице
Мирабо је за живота одвраћао краља од веза с емигрантима и позивања у помоћ војне силе туђих држава. После смрти Мирабове Луј XVI с породицом тајно остави Париз (у јуну 1791) у намери: да се дохвати источне границе, где је било више војске, и да помоћу Леополда II, брата Марије Антоанете, поврати стари поредак. Овај му покушај не испаде за руком, јер буде задржан на путу (у Варену) и брзо враћен у Париз. Скупштина га стави под стражу и одлучи од владе до примања новога устава. У тај се мах устав довршавао, а бекство Луја XVI учини да се краљевска власт више ограничи од странке која је то желела и да се међу становницима париским почне радити о збацивању његову. У овом је смислу била састављена петиција скупштини и изложена на потпис народу на Марсову пољу (на „Олтару домовине“). Париски мер Баји и Лафајет дођу с народном гардом, да то спрече, али из гомиле скупљенога народа полете каменице на њих, на што народна гарда одговори оружјем, те многи буду убијени и рањени (17. јула 1791). У исто се време у јакобинском клубу стану исказивати републиканске мисли и од њега се одвоји (16. јула) уставно-монархиски клуб фејански (Лафајет, Баји, Сије и др.). Стање пак Луја XVI изазва Леополда II да предложи свима владаоцима заједнички рад у корист францускога краља, и у том је смислу састављен проглас, који је потписао Леополд II и пруски краљ Фридрих Вилхелм II. Ово је тако погоршало положај Луја XVI да га тек сада почну окривљавати за договор с туђинцима против отаџбине.

### Продужење револуције
Уопште, ова је француска револуција имала демократско обележје, али је буржоазија у њој главну улогу играла и главне користи од ње добила. Дељење је грађана на активне и пасивне одузело политичка права скоро трећини одраслих Француза, који тим, разуме се, нису били задовољни. Колико су одузета политичка права сиромашнијим грађанима, види се по том, што се и за учествовање у департманским скупштинама тражило прилично богатство. На овај се начин буржоазија учини првим редом друштвеним, а, поред тога, она се и обогати куповањем црквеног имања, за које је скупштина решила да се продаје у корист отплате државнога дуга. Револуција се пак не сврши увођењем у живот новога устава. Рђаво је имовно стање народно било сталан извор за нереде, али је и главни узрок и даљем покрету био у гласовима о дворским намерама, избегличким сплеткама, намерама туђих дворова, у незадовољству готово већине грађанства због одузимања политичких права сиромашнијим редовима и због тешких погодаба за откуп феудалнога права, као и о мешању власти у верске послове. Немирно је расположење и раздражење народно обезбеђивало успех јакобинцима, који су имали јако уређење у целој земљи и одликовали се добрим страначким редом. Они су налазили да револуција још није свршена и тежили да се потпуно остваре начела Русова.

### Законодавна скупштина
Чим Уставотворна скупштина преста, њено место заузе Законодавна скупштина (од 1. октобра 1791 до 21. септембра 1792), за коју су изабрани нови и још мање искусни људи. У овој се скупштини оснују оваке странке: десну страну у скупштинској дворници заузеше уставни монархисти (фејанци), средину људи без јасно опредељених погледа, а леву су страну чиниле две странке: жиродинци и монтањари. Прва је од ових двеју („левица“) била састављена од веома подобних људи и имала неколико одличних говорника, а доби име по жирондском департману, одакле јој беху вође. Најзнатнији су њени представници: Верњо, Брисо и Кондорсе, математичар и филозоф. Њихов утицај на скупштину и народ спречаваху монтањари, који добију име заузимањем горњих клупа у амфитеатралној дворници скупштинској („брдо“) и чија главна снага беше у јакобинском клубу. Главни су монтањарски представници, који и не беху у скупштини, ови: властољубиви и једнострани Робеспиер, најжустрији члан јакобинског клуба, даровити али порочни Дантон, оснивач корделиерскога клуба демократског; и помамни Марат, који доби назив Пријатељ народни по својим новинама и који проповедаше потпуно истребљење револуциских непријатеља. Такмичење се између жирондинаца и јакобинаца поче у првим месецима Законодавне скупштине и поста једним од главних чинилаца унутрашње повеснице устаничке.

### Спољна политика
За време револуције поникоше неспоразуми и сукоби с туђим државама. Уништавање феудалних права неким немачким кнезовима у Елзасу, Лотарингији и Франшконтији изазва незадовољство у Немачкој, а изгнање папских чиновника из његова Авињона, који је придружен Француској, веома раздражи папу. Аустрија је пак била незадовољна тим, што су Французи помагали белгијски устанак, који је изазвао Јосиф II својим реформама. Међу Французима је опет све више расла мисао: да се револуција не може ограничити само на њихову отаџбину, већ да се мора ширити и по осталим земљама. Све је ово спремало сукоб револуционарне Француске с Европом, али за овај мах (у 1791) Французи још нису мислили о нападању суседних земаља и више су се бојали туђиначкога мешања у њихове унутрашње ствари а у корист старога покрета. Међутим, првих година револуциских Аустрија, Пруска и Русија беху заузете деобом Пољске, а осим тога Аустрија и Русија ратоваху с Турцима, Русија војеваше са Шведском и Аустрија умириваше Белгију и Мађарску. Ово је и задржало мешање европских држава у француске послове, што, разуме се, није било по вољи избеглицама и околини Луја XVI.
Уставотворна скупштина остави у наслеђе Законодавној борбу с највећим непријатељима револуције: с избеглицама, који су у туђини радили против Француске, и с духовницима, који нису признали црквене реформе (незаклети свештеници). Законодавна скупштина одлучи да се одузму избеглицама имања а да се непокорни духовници лише грађанских права и. да се чак и затворе. Луј XVI не хте потврдити скупштинске одлуке о избеглицама и незаклетом свештенству, што произведе велико незадовољство код народа. Уједно с овим, на краља се све више сумњало да има тајне односе с туђим дворовима. Жирондинци и у скупштини, и у клубовима, и по новинама, на изазивачко понашање туђих влада, проповедаху потребу да се одговори ратом народа против краљева и окривљаваху министре за издајство. Луј XVI најзад узе оставку од министарства и наименује ново министарство од жирондинских једномисленика („Министарство г-ђе Ролан“: јер ова жена министра унутрашњих послова из свога салона, као политичког средишта, имађаше велики утицај). Жирондинско министарство објави рат Аустрији (у априлу 1792), где тада владаше син Леополда II Фрања II (1792-1835). У савез с Аустријом ступи и Пруска, и то би почетак револуциских ратова, који имађаху великога утицаја на целу Европу. Ускоро, међутим, Луј XVI узе оставку и од овога министарства, што изазва народни устанак у Паризу (20. јуна 1792). Гомила устанка овлада краљевим дворцем и гоњаше Луја XVI да потврди скупштинске одлуке о избеглицама и духовницима и да поврати жирондинско министарство. Тек пред вече краља ослободи од ове гомиле париски мер Петион.

#### Сукоб између Француске Револуције и европских држава
Године 1789. Француска је била у миру са свима европским државама. Тада је било пет великих сила: две на западу, Француска и Енглеска, — две у средини, Аустрија и Пруска, и једна на истоку, Русија. Све су биле раздвојене малим и слабим државицама, које су те велике силе радиле да присвоје или да у њима господаре.
Аустрија је хтела заузети Баварску у замену за Белгију, а Пруска јој је хтела то спречити.
Русија је хтела да господари Пољском, а Аустрија и Пруска жељаху да је поделе.
Аустрија и Русија бејаху се споразумеле да поделе Турску Царевину, а Пруска није хтела допустити да се Аустрија увећава.
Енглеска је хтела да господари на мору; она је тврдила, да у време рата има права да хвата на мору бродове неутралних држава и да их приморава да се подвргну прегледу ради уверења, да ли на њима нема сакривене робе непријатељске државе. Ова ју је претензија доводила у сукоб са северним поморским државама, Данском, Шведском и Русијом, које су, заједно с Француском и Шпанијом, захтевале да море буде слободно.
Тако је између свих великих сила било узрока за сукоб и све су једне с другим већ ратовале у току XVШ столећа. Издељене тако својим посебним интересима, оне нису имале никаквога заједничкога начела које би их уједињавало. Свака је бирала себи савезнике према савременим интересима. — Онај систем старих савеза био је порушен Седмогодишњим Ратом, у којем је Француска помагала својој старој непријатељици Аустрији против својега негдашњега савезника, прускога краља. Никакав се други систем није могао обновити; државе не вероваху једне другима, и не могаху се ујединити за какву заједничку радњу.
Француска се пак налазила у врло повољном положају: она није била уплетена ни у један од оних главних сукоба; она је имала државну област довољно пространу и потпуно једноставну; она је на свима својим границама имала само мале и слабе државице (Белгију, немачке изборне кнежевине, краљевину Сардинију и Шпанију), које нису биле кадре с њом ратовати, а међутим служиле су јој као неки одбојници према великим државама. Њој је дакле било лако одржавати мир. То је била политика Вержена, Лујева министра спољних послова, а таква је била и политика Мирабоа и Таљерана, Њу је усвојила и Уставотворна Скупштина (Конституанта) после достојанственога претресања; 12. маја 1790. год. она усвоји ову изјаву: „Француски се народ одриче предузимања ма каквога рата у намери да осваја, и никад пеће употребити своју војску против слободе иједнога народа.“
Ова изјава би унесена и у устав од 1791. године.
Али одржање споразума и мира са европским владама није зависило од скупштине. Револуција је сама по себи била један непријатељски чин против неограничених монархија. Она човечанска права, што их је Уставотворна Скупштина прогласила, нису била само права Француза, него свих људи. Француска је дала пример како их она признаје својим грађанима, па је очекивала да и други народи учине као она. Она није хтела употребљавати своју снагу против слободе народа, али јој је било тешко да народима одрекне своју помоћ зарад увођења слободе. У суседним земљама поданици, незадовољни својим владама, почеше се надати ослобођењу, а и многи су их Французи храбрили, не видећи никаква разлога зашто да се царство слободе заустави на границама Француске.
Први се сукоб изроди с папом због становника авињонских,(Авињон је град са околином у јужној Француској (Прованс). Године 1348. купио га је папа, те се од тада све до Француске Револуције (до 1791) сматрао као део папине државе.) који се бејаху побунили и захтеваху уједињење с Француском; а други с немачким царем због немачких кнезова, власника феудалних баштина у Елзасу, који су протестовали против укидања властеоских права. Уставотворна Скупштина попусти у авињонском питању али остаде при том да елзаски поданици имају права да се ослободе својих господара. „Елзаски се народ, вели се у извештају који је скупштини поднесен, сјединио с француским народом стога, што је он то хтео; уједињење је дакле озаконила сама његова воља, а не уговор у Минстеру.“ То је значило заснивање државнога права на једном новом начелу, на вољи суверенога народа; док су међутим друге владе признавале само наслеђе и уговоре између владалаца, без обзира на вољу поданика.
Између ова два супротна нанела није могло бити измирења, али је требало ближих узрока, па да се дође до рата. Велика маса францускога народа није рат желела, а европским је монархијама било потребно да се међу собом измире, пре него што би штогод заједнички предузеле против револуционара; међутим, године 1790. пруски краљ бејаше скупио војску у Шлеској, да нападне на Аустрију.

#### Ратовање
Требало је да прођу две године, док се заподеде рат између Француске Револуције и Европе. Две странке, обе француске, припремише тај рат. Један део француских племића, незадовољан тим превратом, исели се у Немачку па је одатле радио код владâ, да их наговори да пошљу војску у Француску, те да ослободе Луја XVI, који је био у заточењу код парискога народа и скупштине. Присталице републике опет са своје стране нагињаху рату, да би некако изиграли Луја XVI, за којега мишљаху да је тајни савезник страних владалаца.
Цар Леополд, којега исељеници најпре покушаше да придобију, није желео рата, али није хтео отворено раскинути везе с француским исељеницима, којима се бејаше истакао за вођа сам гроф Артојац, брат Луја XVI. Он се бавио у замку Пилницу, у Саксонској, с пруским краљем и саксонским изборним кнезом, кад му гроф Артојац дође, да моли за помоћ, и представи један ратни план против Француске. Владаоци решише да се не упуштају у то вратоломно предузеће, али ради задовољења исељеника пристадоше да издаду један проглас у корист повраћања реда и монархијске управе у Француској (27. августа 1791). Ту је казано, да се император и пруски краљ надају, да ни остале европске силе неће одрећи своју помоћ у овом успостављању. „Тада и у том случају, додају они, Њихова Величанства, император и пруски краљ, решени су да раде брзо и споразумно с потребним силама, да би постигли заједнички постављену сврху.“ — Ова су два владаоца добро рачунала, да друге силе неће пристати да се мешају, и да ће према томе и они сами бити разрешени од свакога мешања, пошто су обећали да раде само у случају, кад би и други радили. Оне речи: „тада и у том случају за мене су Закон и Пророци“, писао је Леополдо. — Тај пилнички проглас био је дакле само једна „преузвишена комедија“, као што вељаше Мале-Дипан. Али се исељеници постараше да га представе као истинско обећање. Пусти се у јавност и једно писмо ових владалаца, у ком се вели: „Силе, од којих су они тражили помоћи, решене су да у том суделују са својом војском, а император и пруски краљ уговориће узајамне обавезе односно употребе војске.“
Присталице Револуције хватаху се за речи у изјавама исељеника француских и уобразише, да су европски владаоци склопили савез, да приморају Француску, да поврати пређашњи облик владавине. Од 1791. године скупштина је радила на појачавању војске, која је од 1789. године била престала добивати нове војнике; поред старих војника, који задржаше белу униформу, установише се и добровољци (волонтери) с плавом униформом.
У Законодавној Скупштини, састављеној једним делом из младих посланика, на скоро преовлада републиканска странка (Жирондинци и париски Кордиљерски Клуб), која је желела рат, да би оборила краљевство. „Једном народу, говорио је Брисо, који је после десетовековнога робовања задобио слободу, потребан је рат, да би утврдио своју слободу, да би се очистио од порока деспотизма, да би из својих недара избацио људе који би та могли кварити.“
Исељеници (емигранти) тада бејаху настањени на левој обали реке Рајне, у држави келнскога изборнога кнеза, где су били образовали и омању војску с главним станом у Кобленцу. Скупштина захте од Луја XVI да поради, да се одатле исељеници прогнају. Сам пак Луј XVI и његов министар војни Нарбона нису се плашили једнога незнатнога рата против келнскога изборника, који би се тим користио, те појачао своју војску. Али се они обратише императору са захтевом, да он позове изборнике са црквених области да уклоне исељенике. Император то одби, а Законодавна му Скупштина објави рат.
Тако Француска прва отпоче рат против европских владалаца, ма да није била непосредно угрожена каквом непријатељском поплавом. Али је извесно, да су владаоци револуционарну Француску гледали као какву опасност за Европу и да би волели да виде, да се тамо васпоставља стари поредак. 7. фебруара 1792. император и пруски краљ бејаху потписали један уговор „о пријатељству и о савезу за одбрану“, а 17. пишу они француском краљу: „Европа би пустила да се (у Француској) преуређење мирно изврши, да напади на све божанске и човечанске законе нису приморали европске силе, да се споразумеју за одржање општега народнога спокојства, као и за безбедност и част крŷнâ.“
У овом првом рату од 1792. године Француска је још имала против себе само немачкога императора, прускога краља, немачке кнезове, сардинскога краља и шведскога краља Густава III, који су Револуцију сматрали као увреду за све владаоце.
Ратне су операције биле доста бедне на обе стране. Француска војска, растројена, деморалисана, под рђавим старешинама, даде се у бекство на први судар и остави границу отворену.
Пруска је војска могла доћи чак у Шамнању, али је она оперисала с толико обазривости, да није смела ићи на Париз, него се врати против француске војске, коју Димурије бејаше поставио позади њега, а по том се повуче и без боја. Тада Французи пређоше у напад, те заузеше Белгију, леву обалу реке Рајне, Савоју и грофовство Ницу.
Погубљење Луја XVI учини, те се овај рат прошири и постаде општи. Године 1793. Француска, поставши републиком, имала је против себе, осем оних савезника из године 1792, још и Енглеску, Холандију, Шпанију, Португалију и талијанске државице, то јест целу Европу, изузимајући Швајцарску, Данску и Млетачку. (Руска царица Катарина изјаснила се против Револуције, али не хтеде слати војску; она је, вели, чувала своје војнике да се бори с „пољским Јакобинцима“. Шведска бејаше иступила из савеза).
То је била нека врста крсташкога рата против француских републиканаца, непријатеља краљевства и цркве, крсташки рат ради успостављања краљевске и свештеничке власти. Али се савезници хтедоше и користити том приликом, да своја притежања увећају на рачун Француске, и као што говораше аустријски цар Фрања II, „да себи прибаве сву накнаду коју с правом захтевају“. Сваки је смерао да освоји по једну област и да се у њој утврди. То је био узрок, те овај савез немаде успеха. — Оружана сила на једној и другој страни била је врло неједнака. Француска је војска била растројена; већина старих официра бејаше отишла из Француске, а није се имало времена, да се нови образују; добровољци још не бејаху постали прави војници. За првих осам до десет месеци године 1792. Французи су увек побеђивани, те су уступали на свима границама. Али савезничке војске, уместо да, удружене или подвојене, иду право на Париз, оне се задржаваху око освајања појединих области, које су страни владаоци смерали да присвоје; војсковође, научене да маневришу по правилима, не хтедоше ићи напред, док не буду заузете све стратегијске тачке, и задржаваху се око опседања свакога утврђенога места.

#### Француска војска
Револуција је била растројила француску војску, већина је официра била из племићскога реда, и избегла из земље. Кад је Француска имала да издржи рат против савезних сила, влада је најпре покушала да војску прикупи добровољним уписом, као на прилику 1791. године, апелујући на родољубе. Законодавна Скупштина објави да је отаџбина у опасности; отворише се канцеларије за добровољно уписивање: у Паризу их је било осам на јавним местима, по један је чиновник, с тробојном ешарпом, седео на једном узвишењу и записивао имена. Они који се упишу сами су себи бирали официре. Мислило се да ће се на тај начин, уместо војника најамника, који ратују, стога што им је то занат, имати војници грађани, који ће ратовати по дужности. Али добровољаца из 1792. године није било довољно, да би се њима подмирила потреба војске. Године 1792. ратовали су староислужени војници и добровољци из године 1791.

### Пад монархије
Међутим, главни заповедник савезне аустриско-пруске војске војвода од Брауншвајга договорно с избеглицама изда проглас, у којем запрети Французима казнама, спаљивањем домова и рушењем Париза, ако се краљу учини штогод. Ово изазва у престоници нов устанак (10. августа 1792), којом приликом буде погубљена краљева стража од Швајцараца и неколико дворана, а краљ се с породицом с спасе бекством у дворницу Законодавне скупштине. Тада скупштина у краљеву присуству донесе одлуку: да се он разреши од власти и да се стави под стражу, а за решење питања о новом уређењу Француске сазвана је нова скупштина под називом Народни конвенат (од 21. септембра 1792 до 26. октобра 1795). Тада се укиде нови устав (од 1791), а Законодавна скупштина уступи извршну власт новом министарству, у којем министар правде поста Дантон, један од главних покретача последњега устанка (од 10. августа). Цела је Француска у то време преживљавала бурне дане: унутра беху нереди, споља је наступао непријатељ, војска неподобна, а војсковође непоуздане. После овога преврата у Паризу, Лафајет, који заповедаше једним одељењем војске, хтеде поћи на престоницу да угуши неред, али га војници не послушаше и он побеже у Немачку. У Паризу се само говорило о завери и издајству, а раздражење народно пређе сваку границу. Град је био у власти новога општинскога савета (комуна), који заузе општинску зграду приликом последње побуне (ноћу 10. августа). Дантон добије од Законодавне скупштине допуштење да се могу истраживати избеглички рођаци, незаклети свештеници и друга сумњива лица. Агенти нових власти и најревносније присталице њене почну тада хватати све на које се могло посумњати, и када се затвори напунише људима и женама, старцима и децом, почну их просто убијати: у затвор су ушле пијане чете убица, састављене од друштвенога талога, и ту су вршиле своју дивљу пресуду првих дана месеца септембра („септембарски покољ“). Избори су за конвенат свршени под утисцима ових ужаса и непријатних вести с источне границе, коју пређе аустриско-пруска војска, али ова најезда непријатељска на земљу изазва бурно одушевљење код францускога народа и на границу потрче гомиле добровољаца. Баш пред сам дан састанка народнога конвента Димурије одби напад пруски код Валмија (20. септембра 1792), после чега Французи пређу у наступање и почну освајати.

### Странке у конвенту
У народном су конвенту жирондинци заузели десну страну, леву — јакобинци — монтањари, а средиште — нерешљиви људи („равница“), који су се непрестано колебали између првих двеју странака. И жиродиници су и јакобиници били демократи и републиканци, поклоници Русови и обожаваоци старих република; алу су се пак разликовали у свима важнијим тачкама. Жирондинци беху ватрени заштитници личне слободе и плашили су се свемоћности државне ма и у републиканском облику, а уједно с тим нису волели насиље народне гомиле. Према овом они ступе у борбу с новим градским саветом и с Дантоном, који су извршили септембарски покољ. На против, монтањари беху за политику страха („терор“), за непосредно деловање народне гомиле против свих неједномисленика, за државну власт с неограниченим пуномоћством и за угушивање тежње личној слободи, у којој су гледали извор сваком друштвеном злу. У ствари јакобинци у облику републиканске диктатуре обнављаху сву власничку примену старе монархије и то с већом одлучношћу и јачином. И док жирондици беху растурени, јакобинска странка беше одлично уједињена и уређена. Уосталом, сам француски народ, старим поретком спремљен, више је за потчињавање сили но за коришћење слободом, те најзад јакобинци и однесу победу.

### Проглашење републике и суђење краљу
Конвентов је први посао био проглашење француске републике (11. септембра 1792). Стога жирондинци ставе питање о суђењу краљу. Јакобинци се чврсто ухватише за ту мисао, при чем Робеспиер изјави да краљево дело није за суд, него ће се против њега употребити политичка мера, и да Луј мора умрети, да би живела република. У самој ствари, с правнога гледишта, није било основе за суђење краљу, који је по новом уставу (од 1791) био неодговоран и с којим се могло разрачунати само одрицањем престола. Жирондинце је уплашила отворена изјава јакобинска да Луј XVI мора умрети ради учвршћивања републике, те су измишљали средства за краљево спасење и предложе да се конвентска пресуда народу преда на потврду, чега се опет бојаху јакобинци. Најзад отпоче суђење, при чем се Луј XVI држао прилично достојанствено; али жирондинци нису имали довољно снаге да га спасу од казне. Огромном је већином гласова Луј Капет проглашен за кривца као завереник против народне слободе и опште безбедности државне. Позивање је на народ одбијено такође огромном већином, при чем гласају и многи жирондинци. Међутим, за смртну казну гласа незначајна већина. У броју, који гласаше за овакву казну, био је и краљев рођак војвода Орлеански, који се поче називати грађанин Филип Егалите, хотећи с тим да спасе од одузимања своје велико имање. Пресуда је над краљем ускоро извршена (21. јануара 1793). Овај је догађај произвео страшан утисак за целу Европу и против се револуције састави велики савез (или прва коалиција 1799-95) са задатком да се поврати у Француској монархија и пређашњи поредак.

## Породично стабло
| \| \| \| \| \| \| \| \| \| \| \| \| \| \| 16. Луј \| \| \| \| \| \| \| \| \| \| \| \| \| \| \| \| \| \| \| \| \| \| \| \| \| \| \| \| \| \| \| \| \| \| \| \| \| \| \| \| \| \| \| \| \| \| \| \| \| \| \| \| \| \| \| \| \| \| \| \| 8. Луј, војвода Бургундије \| \| \| \| \| \| \| \| \| \| \| \| \| \| \| \| \| \| \| \| \| \| \| \| \| \| \| \| \| \| \| \| \| \| \| \| \| \| \| \| \| \| \| \| \| \| \| \| \| \| \| \| \| \| \| \| \| \| \| \| \| \| \| \| \| \| \| \| \| \| \| \| 17. Марија Ана од Баварске \| \| \| \| \| \| \| \| \| \| \| \| \| \| \| \| \| \| \| \| \| \| \| \| \| \| \| \| \| \| \| \| \| \| \| \| \| \| \| \| \| \| \| \| \| \| \| \| \| \| \| \| \| \| \| \| \| \| \| \| \| \| \| \| \| \| \| \| \| \| \| \| 4. Луј XV \| \| \| \| \| \| \| \| \| \| \| \| \| \| \| \| \| \| \| \| \| \| \| \| \| \| \| \| \| \| \| \| \| \| \| \| \| \| \| \| \| \| \| \| \| \| \| \| \| \| \| \| \| \| \| \| \| \| \| \| \| \| \| \| \| \| \| \| \| \| \| \| 18. Виторио Амедео II од Сардиније \| \| \| \| \| \| \| \| \| \| \| \| \| \| \| \| \| \| \| \| \| \| \| \| \| \| \| \| \| \| \| \| \| \| \| \| \| \| \| \| \| \| \| \| \| \| \| \| \| \| \| \| \| \| \| \| \| \| \| \| \| \| \| \| \| \| \| \| \| \| \| \| 9. Марија Аделаида Савојска \| \| \| \| \| \| \| \| \| \| \| \| \| \| \| \| \| \| \| \| \| \| \| \| \| \| \| \| \| \| \| \| \| \| \| \| \| \| \| \| \| \| \| \| \| \| \| \| \| \| \| \| \| \| \| \| \| \| \| \| \| \| \| \| \| \| \| \| \| \| \| \| 19. Ана Марија Орлеанска \| \| \| \| \| \| \| \| \| \| \| \| \| \| \| \| \| \| \| \| \| \| \| \| \| \| \| \| \| \| \| \| \| \| \| \| \| \| \| \| \| \| \| \| \| \| \| \| \| \| \| \| \| \| \| \| \| \| \| \| \| \| \| \| \| \| \| \| \| \| \| \| 2. Луј Фердинанд, дофен Француске \| \| \| \| \| \| \| \| \| \| \| \| \| \| \| \| \| \| \| \| \| \| \| \| \| \| \| \| \| \| \| \| \| \| \| \| \| \| \| \| \| \| \| \| \| \| \| \| \| \| \| \| \| \| \| \| \| \| \| \| \| \| \| \| \| \| \| \| \| \| \| \| 20. Рафал Лешћински \| \| \| \| \| \| \| \| \| \| \| \| \| \| \| \| \| \| \| \| \| \| \| \| \| \| \| \| \| \| \| \| \| \| \| \| \| \| \| \| \| \| \| \| \| \| \| \| \| \| \| \| \| \| \| \| \| \| \| \| \| \| \| \| \| \| \| \| \| \| \| \| 10. Станислав Лешћински \| \| \| \| \| \| \| \| \| \| \| \| \| \| \| \| \| \| \| \| \| \| \| \| \| \| \| \| \| \| \| \| \| \| \| \| \| \| \| \| \| \| \| \| \| \| \| \| \| \| \| \| \| \| \| \| \| \| \| \| \| \| \| \| \| \| \| \| \| \| \| \| 21. Ана Јаблоновска \| \| \| \| \| \| \| \| \| \| \| \| \| \| \| \| \| \| \| \| \| \| \| \| \| \| \| \| \| \| \| \| \| \| \| \| \| \| \| \| \| \| \| \| \| \| \| \| \| \| \| \| \| \| \| \| \| \| \| \| \| \| \| \| \| \| \| \| \| \| \| \| 5. Марија Лешћинска \| \| \| \| \| \| \| \| \| \| \| \| \| \| \| \| \| \| \| \| \| \| \| \| \| \| \| \| \| \| \| \| \| \| \| \| \| \| \| \| \| \| \| \| \| \| \| \| \| \| \| \| \| \| \| \| \| \| \| \| \| \| \| \| \| \| \| \| \| \| \| \| 22. Јан Карол Опалињски \| \| \| \| \| \| \| \| \| \| \| \| \| \| \| \| \| \| \| \| \| \| \| \| \| \| \| \| \| \| \| \| \| \| \| \| \| \| \| \| \| \| \| \| \| \| \| \| \| \| \| \| \| \| \| \| \| \| \| \| \| \| \| \| \| \| \| \| \| \| \| \| 11. Катарина Опалињска \| \| \| \| \| \| \| \| \| \| \| \| \| \| \| \| \| \| \| \| \| \| \| \| \| \| \| \| \| \| \| \| \| \| \| \| \| \| \| \| \| \| \| \| \| \| \| \| \| \| \| \| \| \| \| \| \| \| \| \| \| \| \| \| \| \| \| \| \| \| \| \| 23. Софија Чарнковска \| \| \| \| \| \| \| \| \| \| \| \| \| \| \| \| \| \| \| \| \| \| \| \| \| \| \| \| \| \| \| \| \| \| \| \| \| \| \| \| \| \| \| \| \| \| \| \| \| \| \| \| \| \| \| \| \| \| \| \| \| \| \| \| \| \| \| \| \| \| \| \| 1. Луј XVI \| \| \| \| \| \| \| \| \| \| \| \| \| \| \| \| \| \| \| \| \| \| \| \| \| \| \| \| \| \| \| \| \| \| \| \| \| \| \| \| \| \| \| \| \| \| \| \| \| \| \| \| \| \| \| \| \| \| \| \| \| \| \| \| \| \| \| \| \| \| \| \| 24. Јохан Георг III, изборник Саксоније \| \| \| \| \| \| \| \| \| \| \| \| \| \| \| \| \| \| \| \| \| \| \| \| \| \| \| \| \| \| \| \| \| \| \| \| \| \| \| \| \| \| \| \| \| \| \| \| \| \| \| \| \| \| \| \| \| \| \| \| \| \| \| \| \| \| \| \| \| \| \| \| 12. Август II Јаки \| \| \| \| \| \| \| \| \| \| \| \| \| \| \| \| \| \| \| \| \| \| \| \| \| \| \| \| \| \| \| \| \| \| \| \| \| \| \| \| \| \| \| \| \| \| \| \| \| \| \| \| \| \| \| \| \| \| \| \| \| \| \| \| \| \| \| \| \| \| \| \| 25. Ана Софија од Данске \| \| \| \| \| \| \| \| \| \| \| \| \| \| \| \| \| \| \| \| \| \| \| \| \| \| \| \| \| \| \| \| \| \| \| \| \| \| \| \| \| \| \| \| \| \| \| \| \| \| \| \| \| \| \| \| \| \| \| \| \| \| \| \| \| \| \| \| \| \| \| \| 6. Август III од Пољске \| \| \| \| \| \| \| \| \| \| \| \| \| \| \| \| \| \| \| \| \| \| \| \| \| \| \| \| \| \| \| \| \| \| \| \| \| \| \| \| \| \| \| \| \| \| \| \| \| \| \| \| \| \| \| \| \| \| \| \| \| \| \| \| \| \| \| \| \| \| \| \| 26. Кристијан Ернст, маркгроф од Бранденбург-Бајројта \| \| \| \| \| \| \| \| \| \| \| \| \| \| \| \| \| \| \| \| \| \| \| \| \| \| \| \| \| \| \| \| \| \| \| \| \| \| \| \| \| \| \| \| \| \| \| \| \| \| \| \| \| \| \| \| \| \| \| \| \| \| \| \| \| \| \| \| \| \| \| \| 13. Кристијана Еберхардина од Бранденбург-Бајројта \| \| \| \| \| \| \| \| \| \| \| \| \| \| \| \| \| \| \| \| \| \| \| \| \| \| \| \| \| \| \| \| \| \| \| \| \| \| \| \| \| \| \| \| \| \| \| \| \| \| \| \| \| \| \| \| \| \| \| \| \| \| \| \| \| \| \| \| \| \| \| \| 27. Софија Лујза од Виртемберга \| \| \| \| \| \| \| \| \| \| \| \| \| \| \| \| \| \| \| \| \| \| \| \| \| \| \| \| \| \| \| \| \| \| \| \| \| \| \| \| \| \| \| \| \| \| \| \| \| \| \| \| \| \| \| \| \| \| \| \| \| \| \| \| \| \| \| \| \| \| \| \| 3. Марија Јозефа од Саксоније \| \| \| \| \| \| \| \| \| \| \| \| \| \| \| \| \| \| \| \| \| \| \| \| \| \| \| \| \| \| \| \| \| \| \| \| \| \| \| \| \| \| \| \| \| \| \| \| \| \| \| \| \| \| \| \| \| \| \| \| \| \| \| \| \| \| \| \| \| \| \| \| 28. Леополд I, цар Светог римског царства \| \| \| \| \| \| \| \| \| \| \| \| \| \| \| \| \| \| \| \| \| \| \| \| \| \| \| \| \| \| \| \| \| \| \| \| \| \| \| \| \| \| \| \| \| \| \| \| \| \| \| \| \| \| \| \| \| \| \| \| \| \| \| \| \| \| \| \| \| \| \| \| 14. Јозеф I Хабзбуршки \| \| \| \| \| \| \| \| \| \| \| \| \| \| \| \| \| \| \| \| \| \| \| \| \| \| \| \| \| \| \| \| \| \| \| \| \| \| \| \| \| \| \| \| \| \| \| \| \| \| \| \| \| \| \| \| \| \| \| \| \| \| \| \| \| \| \| \| \| \| \| \| 29. Елеонора-Магдалена Нојбуршка \| \| \| \| \| \| \| \| \| \| \| \| \| \| \| \| \| \| \| \| \| \| \| \| \| \| \| \| \| \| \| \| \| \| \| \| \| \| \| \| \| \| \| \| \| \| \| \| \| \| \| \| \| \| \| \| \| \| \| \| \| \| \| \| \| \| \| \| \| \| \| \| 7. Марија Јозефа од Аустрије \| \| \| \| \| \| \| \| \| \| \| \| \| \| \| \| \| \| \| \| \| \| \| \| \| \| \| \| \| \| \| \| \| \| \| \| \| \| \| \| \| \| \| \| \| \| \| \| \| \| \| \| \| \| \| \| \| \| \| \| \| \| \| \| \| \| \| \| \| \| \| \| 30. Јохан Фридрих, војвода Брауншвајг-Линебурга \| \| \| \| \| \| \| \| \| \| \| \| \| \| \| \| \| \| \| \| \| \| \| \| \| \| \| \| \| \| \| \| \| \| \| \| \| \| \| \| \| \| \| \| \| \| \| \| \| \| \| \| \| \| \| \| \| \| \| \| \| \| \| \| \| \| \| \| \| \| \| \| 15. Вилхелмина Амалија од Брауншвајг-Каленберга \| \| \| \| \| \| \| \| \| \| \| \| \| \| \| \| \| \| \| \| \| \| \| \| \| \| \| \| \| \| \| \| \| \| \| \| \| \| \| \| \| \| \| \| \| \| \| \| \| \| \| \| \| \| \| \| \| \| \| \| \| \| \| \| \| \| \| \| \| \| \| \| 31. Бенедикта Хенријета Палатинска \| \| \| \| \| \| \| \| \| \| \| \| \| \| \| \| \| \| \| \| \| \| \| \| \| \| \| \| \| \| \| \| \| \| \| \| \| \| \| \| \| \| \| \| \| \| \| \| \| \| \| \| |                                                       |  |  |  |  |  |  |  |  |  |  |  |         |  |  |  |
| |                                                       |  |  |  |  |  |  |  |  |  |  |  | 16. Луј |  |  |  |
| |                                                       |  |  |  |  |  |  |  |  |  |  |  |         |  |  |  |
| |                                                       |  |  |  |  |  |  |  |  |  |  |  |         |  |  |  |
| |                                                       |  |  |  |  |  |  |  |  |  |  |  |         |  |  |  |
| | 8. Луј, војвода Бургундије                            |  |  |  |  |  |  |  |  |  |  |  |         |  |  |  |
| |                                                       |  |  |  |  |  |  |  |  |  |  |  |         |  |  |  |
| |                                                       |  |  |  |  |  |  |  |  |  |  |  |         |  |  |  |
| |                                                       |  |  |  |  |  |  |  |  |  |  |  |         |  |  |  |
| | 17. Марија Ана од Баварске                            |  |  |  |  |  |  |  |  |  |  |  |         |  |  |  |
| |                                                       |  |  |  |  |  |  |  |  |  |  |  |         |  |  |  |
| |                                                       |  |  |  |  |  |  |  |  |  |  |  |         |  |  |  |
| |                                                       |  |  |  |  |  |  |  |  |  |  |  |         |  |  |  |
| | 4. Луј XV                                             |  |  |  |  |  |  |  |  |  |  |  |         |  |  |  |
| |                                                       |  |  |  |  |  |  |  |  |  |  |  |         |  |  |  |
| |                                                       |  |  |  |  |  |  |  |  |  |  |  |         |  |  |  |
| |                                                       |  |  |  |  |  |  |  |  |  |  |  |         |  |  |  |
| | 18. Виторио Амедео II од Сардиније                    |  |  |  |  |  |  |  |  |  |  |  |         |  |  |  |
| |                                                       |  |  |  |  |  |  |  |  |  |  |  |         |  |  |  |
| |                                                       |  |  |  |  |  |  |  |  |  |  |  |         |  |  |  |
| |                                                       |  |  |  |  |  |  |  |  |  |  |  |         |  |  |  |
| | 9. Марија Аделаида Савојска                           |  |  |  |  |  |  |  |  |  |  |  |         |  |  |  |
| |                                                       |  |  |  |  |  |  |  |  |  |  |  |         |  |  |  |
| |                                                       |  |  |  |  |  |  |  |  |  |  |  |         |  |  |  |
| |                                                       |  |  |  |  |  |  |  |  |  |  |  |         |  |  |  |
| | 19. Ана Марија Орлеанска                              |  |  |  |  |  |  |  |  |  |  |  |         |  |  |  |
| |                                                       |  |  |  |  |  |  |  |  |  |  |  |         |  |  |  |
| |                                                       |  |  |  |  |  |  |  |  |  |  |  |         |  |  |  |
| |                                                       |  |  |  |  |  |  |  |  |  |  |  |         |  |  |  |
| | 2. Луј Фердинанд, дофен Француске                     |  |  |  |  |  |  |  |  |  |  |  |         |  |  |  |
| |                                                       |  |  |  |  |  |  |  |  |  |  |  |         |  |  |  |
| |                                                       |  |  |  |  |  |  |  |  |  |  |  |         |  |  |  |
| |                                                       |  |  |  |  |  |  |  |  |  |  |  |         |  |  |  |
| | 20. Рафал Лешћински                                   |  |  |  |  |  |  |  |  |  |  |  |         |  |  |  |
| |                                                       |  |  |  |  |  |  |  |  |  |  |  |         |  |  |  |
| |                                                       |  |  |  |  |  |  |  |  |  |  |  |         |  |  |  |
| |                                                       |  |  |  |  |  |  |  |  |  |  |  |         |  |  |  |
| | 10. Станислав Лешћински                               |  |  |  |  |  |  |  |  |  |  |  |         |  |  |  |
| |                                                       |  |  |  |  |  |  |  |  |  |  |  |         |  |  |  |
| |                                                       |  |  |  |  |  |  |  |  |  |  |  |         |  |  |  |
| |                                                       |  |  |  |  |  |  |  |  |  |  |  |         |  |  |  |
| | 21. Ана Јаблоновска                                   |  |  |  |  |  |  |  |  |  |  |  |         |  |  |  |
| |                                                       |  |  |  |  |  |  |  |  |  |  |  |         |  |  |  |
| |                                                       |  |  |  |  |  |  |  |  |  |  |  |         |  |  |  |
| |                                                       |  |  |  |  |  |  |  |  |  |  |  |         |  |  |  |
| | 5. Марија Лешћинска                                   |  |  |  |  |  |  |  |  |  |  |  |         |  |  |  |
| |                                                       |  |  |  |  |  |  |  |  |  |  |  |         |  |  |  |
| |                                                       |  |  |  |  |  |  |  |  |  |  |  |         |  |  |  |
| |                                                       |  |  |  |  |  |  |  |  |  |  |  |         |  |  |  |
| | 22. Јан Карол Опалињски                               |  |  |  |  |  |  |  |  |  |  |  |         |  |  |  |
| |                                                       |  |  |  |  |  |  |  |  |  |  |  |         |  |  |  |
| |                                                       |  |  |  |  |  |  |  |  |  |  |  |         |  |  |  |
| |                                                       |  |  |  |  |  |  |  |  |  |  |  |         |  |  |  |
| | 11. Катарина Опалињска                                |  |  |  |  |  |  |  |  |  |  |  |         |  |  |  |
| |                                                       |  |  |  |  |  |  |  |  |  |  |  |         |  |  |  |
| |                                                       |  |  |  |  |  |  |  |  |  |  |  |         |  |  |  |
| |                                                       |  |  |  |  |  |  |  |  |  |  |  |         |  |  |  |
| | 23. Софија Чарнковска                                 |  |  |  |  |  |  |  |  |  |  |  |         |  |  |  |
| |                                                       |  |  |  |  |  |  |  |  |  |  |  |         |  |  |  |
| |                                                       |  |  |  |  |  |  |  |  |  |  |  |         |  |  |  |
| |                                                       |  |  |  |  |  |  |  |  |  |  |  |         |  |  |  |
| | 1. Луј XVI                                            |  |  |  |  |  |  |  |  |  |  |  |         |  |  |  |
| |                                                       |  |  |  |  |  |  |  |  |  |  |  |         |  |  |  |
| |                                                       |  |  |  |  |  |  |  |  |  |  |  |         |  |  |  |
| |                                                       |  |  |  |  |  |  |  |  |  |  |  |         |  |  |  |
| | 24. Јохан Георг III, изборник Саксоније               |  |  |  |  |  |  |  |  |  |  |  |         |  |  |  |
| |                                                       |  |  |  |  |  |  |  |  |  |  |  |         |  |  |  |
| |                                                       |  |  |  |  |  |  |  |  |  |  |  |         |  |  |  |
| |                                                       |  |  |  |  |  |  |  |  |  |  |  |         |  |  |  |
| | 12. Август II Јаки                                    |  |  |  |  |  |  |  |  |  |  |  |         |  |  |  |
| |                                                       |  |  |  |  |  |  |  |  |  |  |  |         |  |  |  |
| |                                                       |  |  |  |  |  |  |  |  |  |  |  |         |  |  |  |
| |                                                       |  |  |  |  |  |  |  |  |  |  |  |         |  |  |  |
| | 25. Ана Софија од Данске                              |  |  |  |  |  |  |  |  |  |  |  |         |  |  |  |
| |                                                       |  |  |  |  |  |  |  |  |  |  |  |         |  |  |  |
| |                                                       |  |  |  |  |  |  |  |  |  |  |  |         |  |  |  |
| |                                                       |  |  |  |  |  |  |  |  |  |  |  |         |  |  |  |
| | 6. Август III од Пољске                               |  |  |  |  |  |  |  |  |  |  |  |         |  |  |  |
| |                                                       |  |  |  |  |  |  |  |  |  |  |  |         |  |  |  |
| |                                                       |  |  |  |  |  |  |  |  |  |  |  |         |  |  |  |
| |                                                       |  |  |  |  |  |  |  |  |  |  |  |         |  |  |  |
| | 26. Кристијан Ернст, маркгроф од Бранденбург-Бајројта |  |  |  |  |  |  |  |  |  |  |  |         |  |  |  |
| |                                                       |  |  |  |  |  |  |  |  |  |  |  |         |  |  |  |
| |                                                       |  |  |  |  |  |  |  |  |  |  |  |         |  |  |  |
| |                                                       |  |  |  |  |  |  |  |  |  |  |  |         |  |  |  |
| | 13. Кристијана Еберхардина од Бранденбург-Бајројта    |  |  |  |  |  |  |  |  |  |  |  |         |  |  |  |
| |                                                       |  |  |  |  |  |  |  |  |  |  |  |         |  |  |  |
| |                                                       |  |  |  |  |  |  |  |  |  |  |  |         |  |  |  |
| |                                                       |  |  |  |  |  |  |  |  |  |  |  |         |  |  |  |
| | 27. Софија Лујза од Виртемберга                       |  |  |  |  |  |  |  |  |  |  |  |         |  |  |  |
| |                                                       |  |  |  |  |  |  |  |  |  |  |  |         |  |  |  |
| |                                                       |  |  |  |  |  |  |  |  |  |  |  |         |  |  |  |
| |                                                       |  |  |  |  |  |  |  |  |  |  |  |         |  |  |  |
| | 3. Марија Јозефа од Саксоније                         |  |  |  |  |  |  |  |  |  |  |  |         |  |  |  |
| |                                                       |  |  |  |  |  |  |  |  |  |  |  |         |  |  |  |
| |                                                       |  |  |  |  |  |  |  |  |  |  |  |         |  |  |  |
| |                                                       |  |  |  |  |  |  |  |  |  |  |  |         |  |  |  |
| | 28. Леополд I, цар Светог римског царства             |  |  |  |  |  |  |  |  |  |  |  |         |  |  |  |
| |                                                       |  |  |  |  |  |  |  |  |  |  |  |         |  |  |  |
| |                                                       |  |  |  |  |  |  |  |  |  |  |  |         |  |  |  |
| |                                                       |  |  |  |  |  |  |  |  |  |  |  |         |  |  |  |
| | 14. Јозеф I Хабзбуршки                                |  |  |  |  |  |  |  |  |  |  |  |         |  |  |  |
| |                                                       |  |  |  |  |  |  |  |  |  |  |  |         |  |  |  |
| |                                                       |  |  |  |  |  |  |  |  |  |  |  |         |  |  |  |
| |                                                       |  |  |  |  |  |  |  |  |  |  |  |         |  |  |  |
| | 29. Елеонора-Магдалена Нојбуршка                      |  |  |  |  |  |  |  |  |  |  |  |         |  |  |  |
| |                                                       |  |  |  |  |  |  |  |  |  |  |  |         |  |  |  |
| |                                                       |  |  |  |  |  |  |  |  |  |  |  |         |  |  |  |
| |                                                       |  |  |  |  |  |  |  |  |  |  |  |         |  |  |  |
| | 7. Марија Јозефа од Аустрије                          |  |  |  |  |  |  |  |  |  |  |  |         |  |  |  |
| |                                                       |  |  |  |  |  |  |  |  |  |  |  |         |  |  |  |
| |                                                       |  |  |  |  |  |  |  |  |  |  |  |         |  |  |  |
| |                                                       |  |  |  |  |  |  |  |  |  |  |  |         |  |  |  |
| | 30. Јохан Фридрих, војвода Брауншвајг-Линебурга       |  |  |  |  |  |  |  |  |  |  |  |         |  |  |  |
| |                                                       |  |  |  |  |  |  |  |  |  |  |  |         |  |  |  |
| |                                                       |  |  |  |  |  |  |  |  |  |  |  |         |  |  |  |
| |                                                       |  |  |  |  |  |  |  |  |  |  |  |         |  |  |  |
| | 15. Вилхелмина Амалија од Брауншвајг-Каленберга       |  |  |  |  |  |  |  |  |  |  |  |         |  |  |  |
| |                                                       |  |  |  |  |  |  |  |  |  |  |  |         |  |  |  |
| |                                                       |  |  |  |  |  |  |  |  |  |  |  |         |  |  |  |
| |                                                       |  |  |  |  |  |  |  |  |  |  |  |         |  |  |  |
| | 31. Бенедикта Хенријета Палатинска                    |  |  |  |  |  |  |  |  |  |  |  |         |  |  |  |
| |                                                       |  |  |  |  |  |  |  |  |  |  |  |         |  |  |  |
| |                                                       |  |  |  |  |  |  |  |  |  |  |  |         |  |  |  |

## Породица

### Супружник
| име              | слика | датум рођења      | датум смрти       |
| ---------------- | ----- | ----------------- | ----------------- |
| Марија Антоанета |       | 2. новембар 1755. | 16. октобар 1793. |

### Деца
| име                                | слика | датум рођења       | датум смрти       | супружник           |
| ---------------------------------- | ----- | ------------------ | ----------------- | ------------------- |
| Марија-Тереза-Шарлота од Француске |       | 19. децембар 1778. | 19. октобар 1851. | Луј XIX             |
| мртворођено дете                   |       | 1780.              | 1780.             | умрло на дан рођења |
| Луј Жозеф                          |       | 22. октобар 1781.  | 4. јун 1789.      | умро у детињству    |
| мртворођено дете                   |       | 7. новембар 1783.  | 7. новембар 1783. | умрло на дан рођења |
| Луј XVII                           |       | 27. март 1785.     | 8. јун 1795.      | умро у детињству    |
| Софи Беатриз                       |       | 9. јул 1786.       | 19. јун 1787.     | умрла у детињству   |